# Kathedrale von Nevers

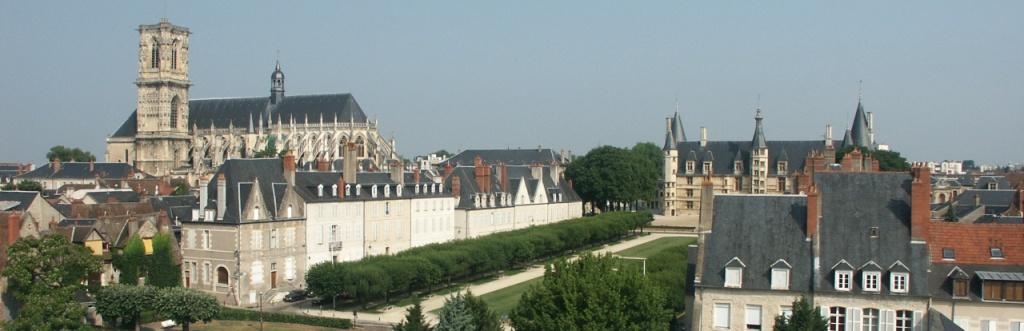
Nevers, Panorama, Kathedrale und Palais Ducal

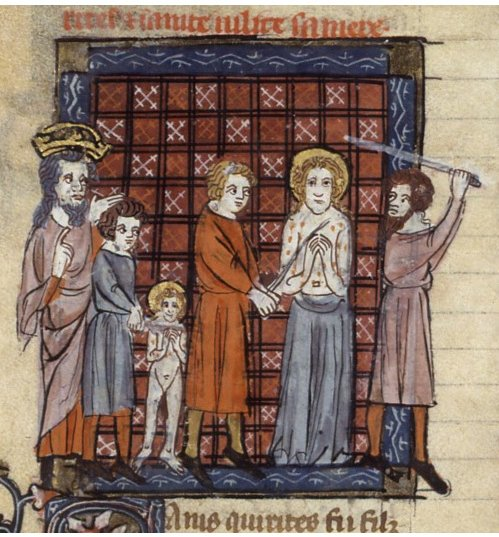
Martyrium des hl. Quiricus und der hl. Julitta, 15. Jahrhundert

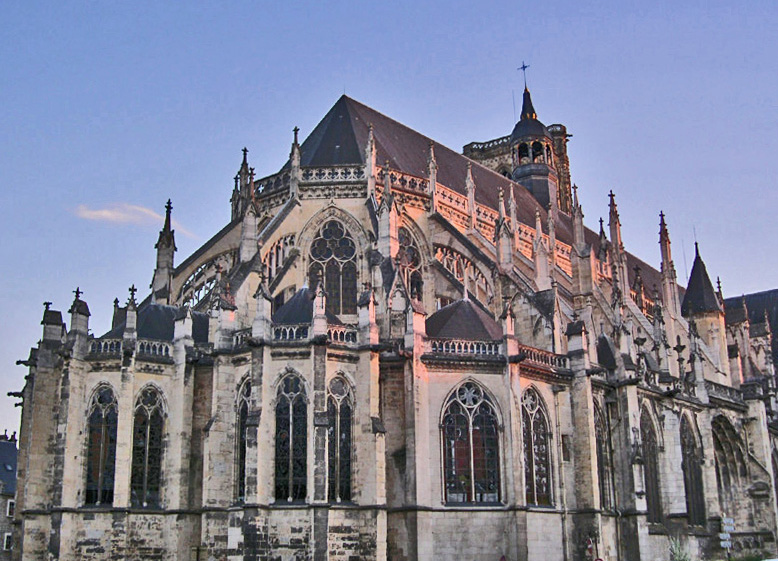
Kathedrale Nevers, Chorhaupt

Die Kathedrale Saint-Cyr-et-Sainte-Julitte dominiert das Panorama der Stadt Nevers vom gegenüber liegenden Westufer der Loire aus, in dem sie sich mit ihrer Südfront über die gesamte weitgehend historische Bebauung der Stadtfassade über den nahen Herzogpalast erhebt. Sie steht auf dem höchsten Punkt der teils noch von den mittelalterlichen Festungsmauern umgebenden Altstadt. Sie gehört zu den weniger bekannten Kathedralen Frankreichs.
St-Cyr et Ste-Julitte, der Heilige Quiricus und seine Mutter Julitta erlitten um 304 den Märtyrertod und wurden um den Beginn des 6. Jahrhunderts zu den Schutzpatronen des Bischofssitzes ernannt.
Wie es scheint, hat die Kathedrale Saint-Cyr-et-Sainte-Julitte ihren Standort niemals gewechselt.
Die Kathedrale ist Bischofssitz des Bistums Nevers und erhielt 1868 durch Papst Pius IX. den Titel einer Basilica minor.

## Geschichte
Die geographisch wie topographisch günstige Lage am Zusammenfluss von Loire und Nièvre veranlasste die Häduer, einen der größten Keltenstämme, zur Gründung einer Siedlung. Nachdem diese mit den Römern ein Bündnis geschlossen hatten, benutzten diese die Siedlung als militärischen Nachschubposten. Vermutlich handelt es sich um das von Cäsar erwähnte Noviodunum Aeduorum. Um 52 vor Christus kündigten die Häduer diese Allianz, überfielen die Stadt und brannten sie nieder. Dies war einer der Auslöser für den Aufstand der gallischen Stämme gegen die römischen Eroberer. Nach der Unterwerfung der Gallier übernahmen die Häduer mit den Römern wieder die Vorherrschaft in Gallien und bauten die Stadt wieder auf, die danach Nervirnum hieß.
Im 4. oder 5. Jahrhundert umschloss man das Stadtgebiet zum ersten Mal mit einer Wehrmauer. Darin entstanden auch die Vorgängerbauten der Kathedrale.
Im ausgehenden 5. Jahrhundert wurde St-Cyr-et Ste-Julitte Bischofssitz. Bekannt wurde der legendäre Bischof Deodatus (sh. Deodatus of Nevers, engl. Artikel) der hier um die Mitte des 7. Jahrhunderts gelebt hat.

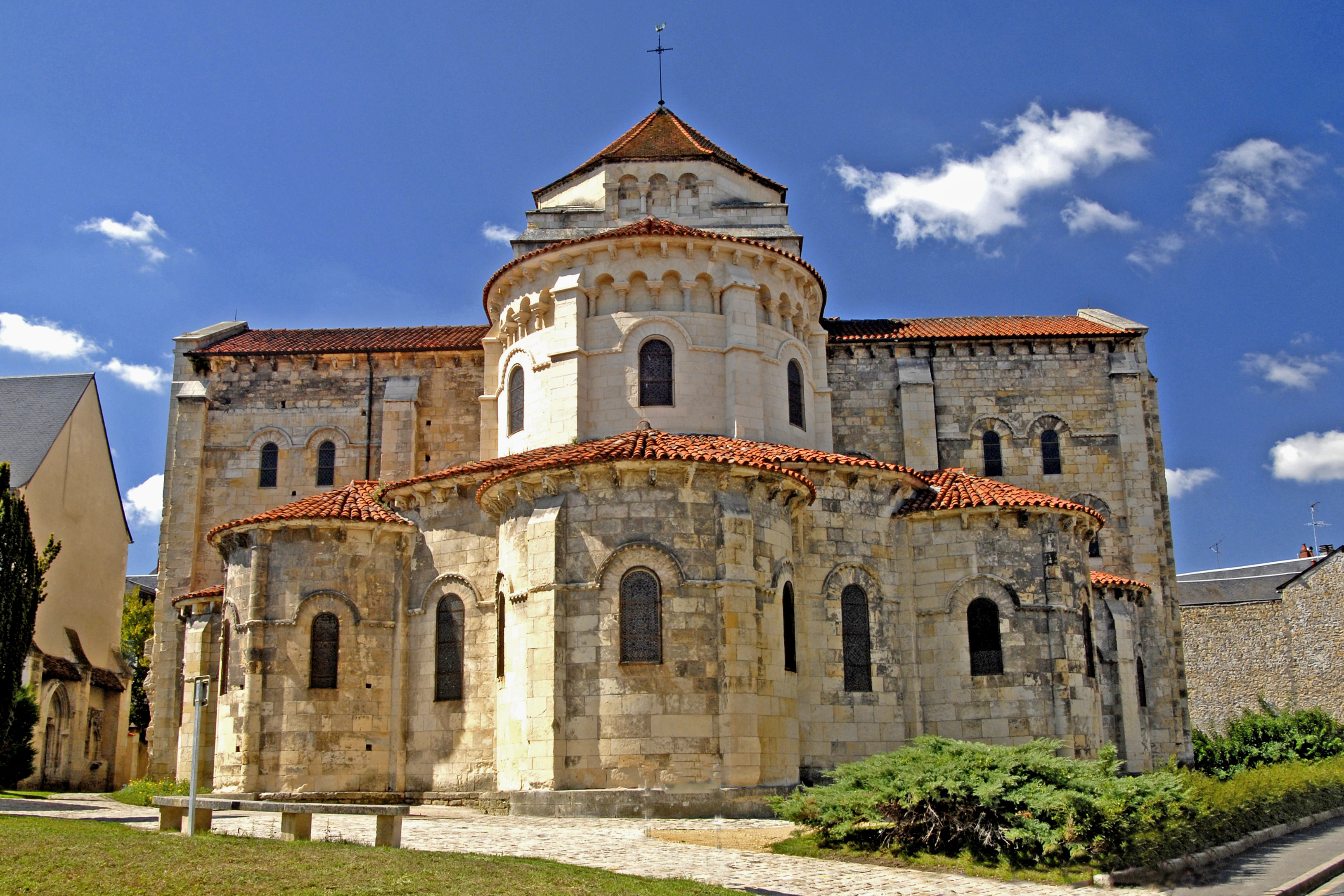
St-Étienne Nevers, Chorhaupt

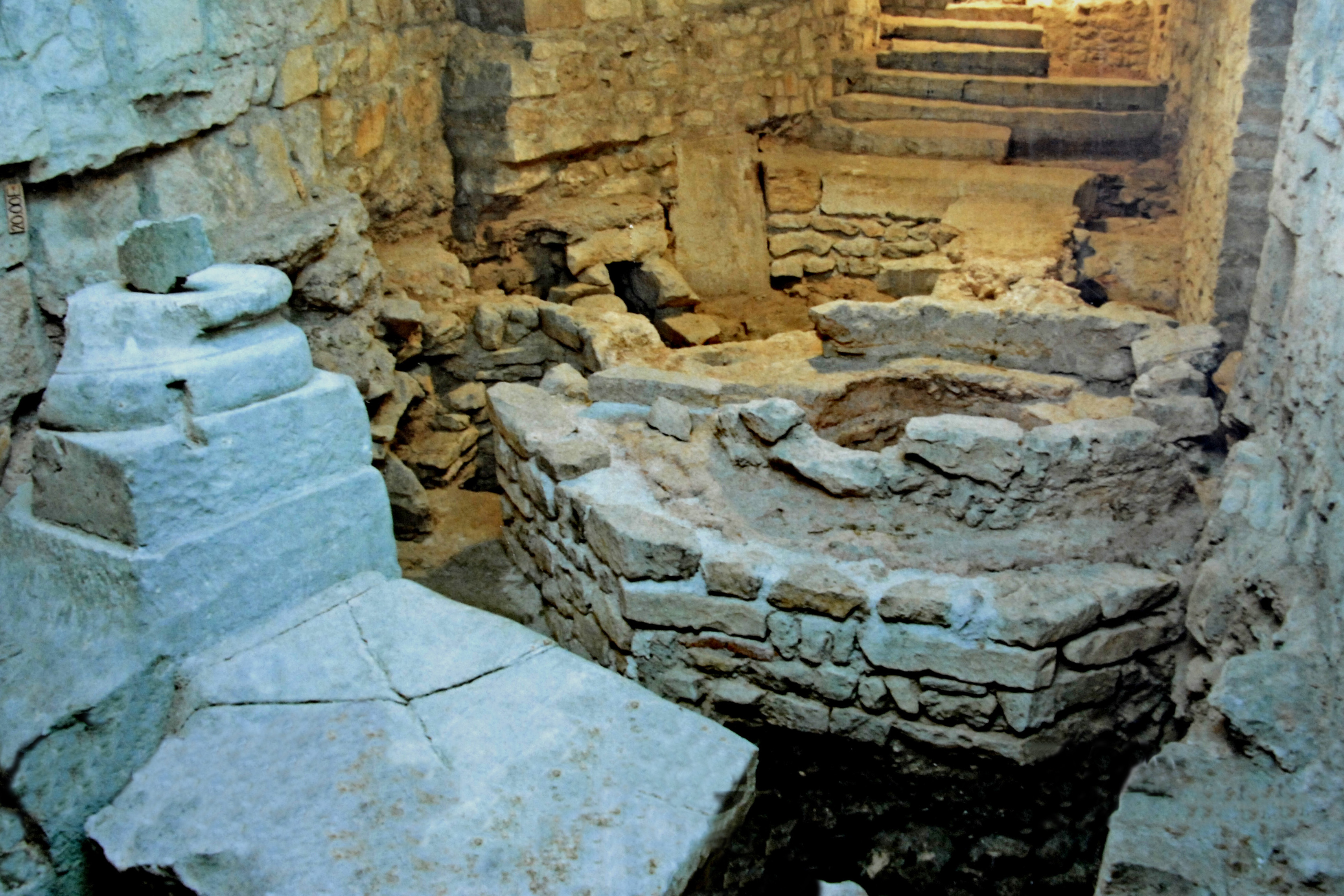
Kathedrale Nevers, Baptisterium, ergrabene Überreste

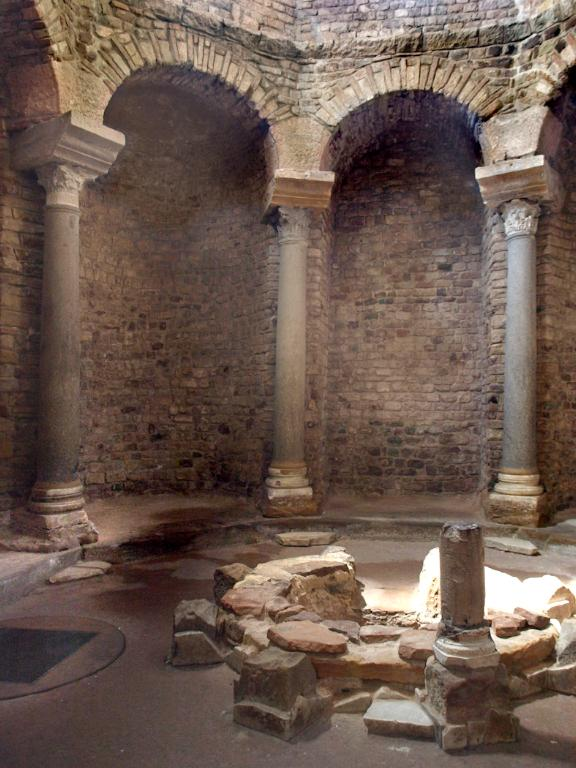
Baptisterium Fréjus

Rund um die bischöfliche Kirche von Nevers gruppierten sich im frühen Mittelalter mehrere Klöster und Kirchen, die in den folgenden Jahrhunderten zu Pfarreien wurden. Zu ihnen gehörte auch die kunsthistorisch wesentlich bedeutendere Kirche St-Étienne de Nevers.
Die ältesten erhaltenen Teile der Gebäude des Bischofssitzes sind die Reste eines oktogonalen merowingischen Baptisteriums mit Taufbecken aus der vorromanischen Ursprungszeit von St-Cyr-et-Ste-Julitte, und Teile eines frühromanischen Baus, welche nach dem Zweiten Weltkrieg unter der Kathedrale ergraben worden ist, die man keiner der bislang bekannten Bauphasen zurechnen kann. In karolingischer Zeit (751–911) ist es mit einer größeren Rotunde auf Säulen überbaut worden, dessen Grundmauern um das Taufbecken ebenso freigelegt werden konnten (siehe Foto). Das damalige Bauwerk könnte Ähnlichkeit mit dem fast gänzlich erhaltenen Baptisterium der Kathedrale von Fréjus aufgewiesen haben.
Der Bau der ersten Kathedrale wurde begonnen mit der dreischiffigen karolingischen Krypta, die vermutlich noch im 10. Jahrhundert errichtet wurde und damals wohl oberirdisch lag, worauf die hohen Fenster hindeuten. Möglicherweise hat man damals noch nicht an einen großen Kathedralbau gedacht.
Heute befindet sich die Krypta unter dem Westchor des romanischen Kathedralbauwerks. Der Bau des Westchors wurde unter Bischof Hugues de Champallement 1031 begonnen und kurz nach der Jahrhundertmitte vollendet.

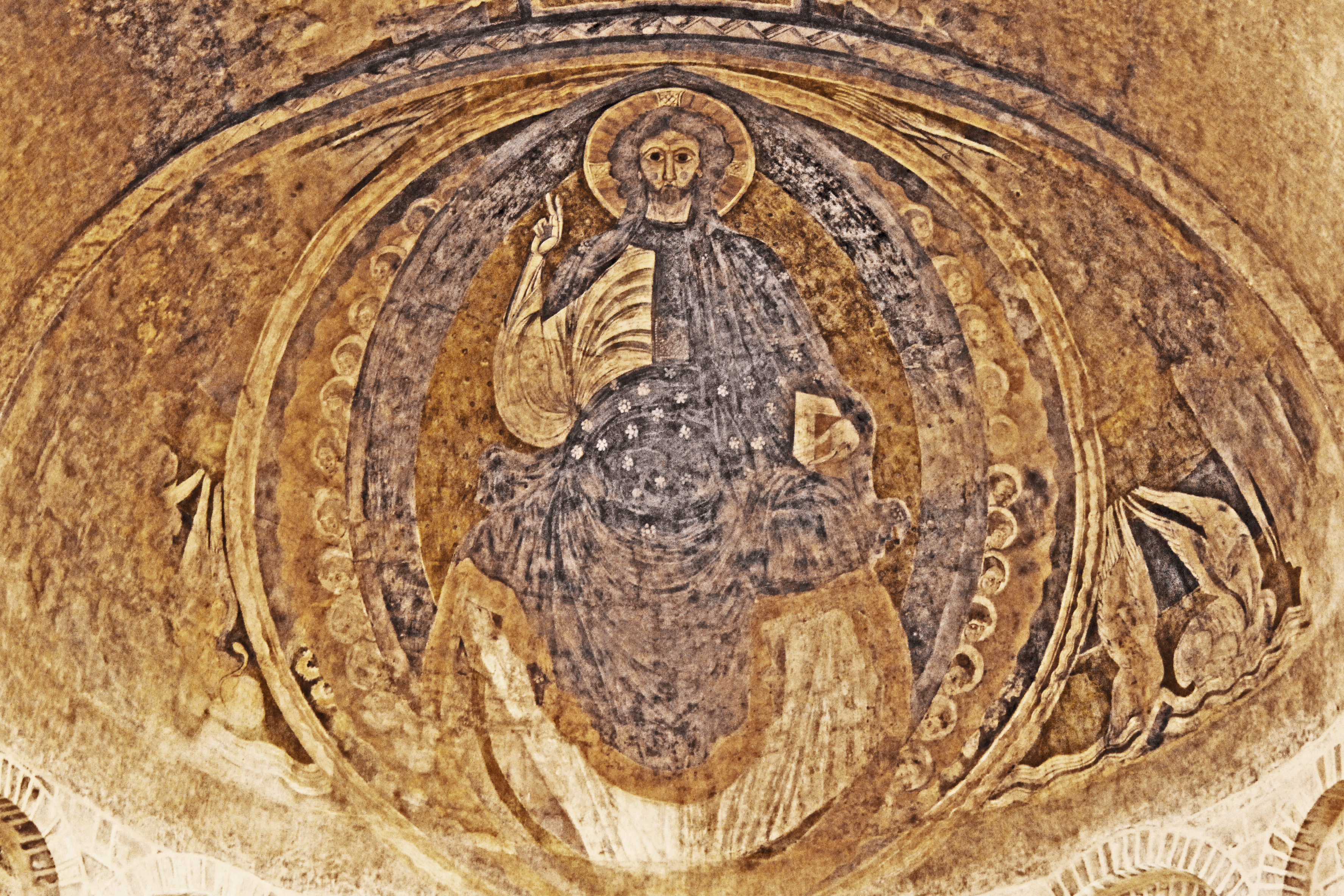
Westchor, Fresko

In seiner Wölbung wurde 1879 ein romanisches Fresko aus dem 12. Jahrhundert entdeckt, das 1990 restauriert worden ist. Es zeigt einen majestätischen Christus inmitten der Evangelistensymbole und im Kreise der apokalyptischen Greise, von denen noch zwölf zu erkennen sind.
Nicht lange nach Fertigstellung des Westchors errichtete man das romanische Westquerhaus. Es ist dem Westchor unmittelbar nach Osten.vorgelagert. Zusammen mit ihm entstanden die den Westchor flankierenden Nebenräumen. Im Grundriss erkennt man an den Wandanschlüssen, dass die Nebenräume nach Errichtung des Chors mit seinem Strebewerk errichtet worden sein müssen. Zeitlich ist der Bau des Querhauses und der Nebenräume ab der Mitte des 11. Jahrhunderts einzuordnen.
Über die mögliche weitere Ausdehnung der romanischen Kathedrale fehlen jegliche Belege. Vermutlich gab es ab dem Westquerhaus ein dreischiffiges Langhaus, vielleicht mit vier bis sechs Jochen, eventuell auch mit Emporen. Die Mittelschiffbreite entsprach vermutlich der Chorbreite, die Breite der Seitenschiffe denen der vorhandenen inneren Abschnitte der Querhausarme. Ob im Osten dann eine Fassade mit Portalen gestanden hat, vielleicht sogar mit einem Narthex und Türmen, oder ob es dort bereits einen zweiten Chor gab, ist nicht bekannt und kann nur gemutmaßt werden.
Jedenfalls war fast zur gleichen Zeit, in der zweiten Hälfte des 11. Jahrhunderts, das romanische Gebäude der dreischiffigen Basilika (mit Emporen) St-Étienne in der Nachbarschaft in Nevers entstanden. Möglicherweise pflegten die Baumeister bautechnische Kontakte oder es waren zeitweise sogar dieselben Bauleute?
Die romanische Kathedrale partizipierte offensichtlich noch von der Blütezeit der Pilgerfahrt nach Santiago de Compostela in der ersten Hälfte des 12. Jahrhunderts. Nevers lag an einem der vier Hauptrouten nach Spanien, der Via Lemovicensis, deren Ausgangsort das nahe Vézelay war. Allerdings gingen mit den Streitigkeiten zwischen Frankreich und England die Pilgerbewegungen nach Mitte des 12. Jahrhunderts zurück und brachen im 13./14. Jahrhundert gänzlich zusammen.
Das romanische Langhaus brannte zu Beginn des 13. Jahrhunderts nieder und wurde dann gänzlich abgetragen.
In der ersten Hälfte des 13. Jahrhunderts entstand unter Bischof Guillaume I. de Saint-Lazare (1204–1221) das breite hochgotische Langhaus, der heutige mittlere Abschnitt des Bauwerks. Über dessen östlichen Abschluss ist aus den Quellen nichts bekannt. Es ist aber zu vermuten, dass man bereits im 13. Jahrhundert an eine künftige Vollendung der Kathedrale mit einem großen östlichen Umgangschor gedacht hat. Der vorläufige Abschluss des Langhauses bestand aus ähnlichen Arkaden, die die Joche trennen, aber in deutlich kräftigeren Dimensionierungen, die die seitlichen Schubkräfte der hier endenden Scheidewandkonstruktionen übertragen mussten. Diese Arkaden wurden dann für etwa ein halbes Jahrhundert provisorisch abgeschlossen und man konnte ungestört mit vielen Gläubigen Gottesdienste zelebrieren.
Ab Beginn des 14. Jahrhunderts wurden dann unter Verzicht eines Ostquerhauses der heute bekannte Ostchor erbaut.
Dieser vielleicht noch unfertige Chor wurde bereits im Jahr 1308 durch einen weiteren Brand zerstört und kurz darauf noch im frühen 14. Jahrhundert wieder aufgebaut. Nach dessen Fertigstellung konnte man die provisorische Trennung vom Langhaus entfernen und die Feier der Gottesdienste nach Osten ausrichten. Das Westquerhaus wurde dann zu einer Art Narthex, der mit einem gotischen Kreuzrippengewölbe ausgerüstet worden ist, und dessen Fenster des Westwand vergrößert und höher angeordnet wurden.
Im frühen 14. Jahrhundert begann man auch mit der Errichtung des südseitigen Glockenturms im Renaissance-Stil im ersten Joch des Langhauses, dessen Fertigstellung sich bis in das 16. Jahrhundert hinzog. Gleichzeitig entstand auf der gegenüber liegenden Nordseite der Unterbau eines zweiten Turms, dessen Weiterbau mit dem Ausbruch der Religionskriege eingestellt wurde.
Die nachträgliche Anfügung der Seitenkapellen im Flamboyantstil geschmückt wird auf das 15./16. Jahrhundert datiert. Aus den Quellen geht nicht hervor, ob die Trennwände der Kapellen, oder Teile von ihnen bereits Bestandteil der gotischen Strebewerke der Schiffe waren oder ob sie erst mit dem Bau der Kapellen entstanden sind.
Einige der äußerst farbenreichen Fenster wurden ab 1990 von Künstlern verschiedener Länder geschaffen; die Entwürfe von Markus Lüpertz wurden nicht ausgeführt.

## Bauwerk

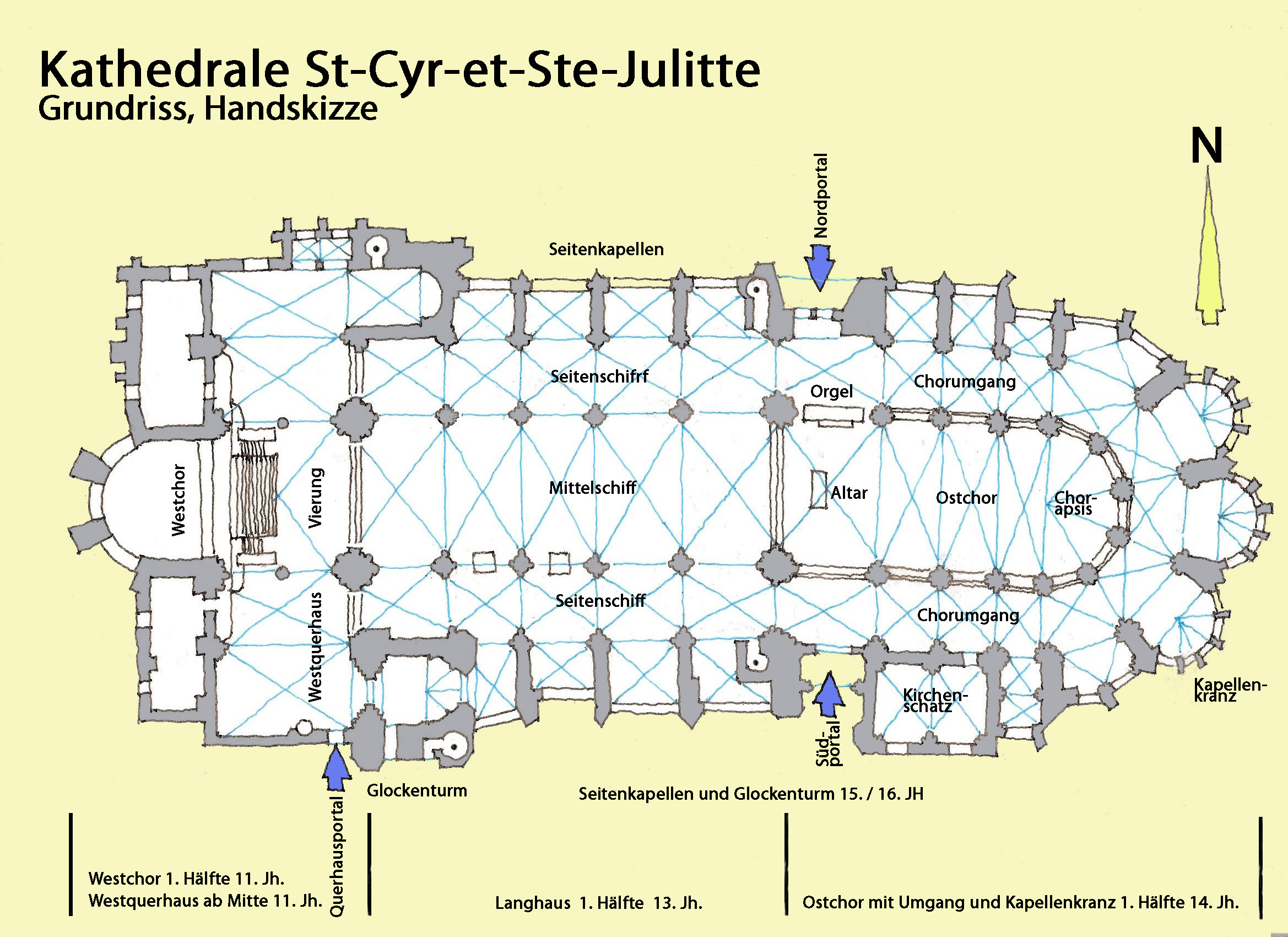
Kathedrale von Nevers, Grundriss, Handskizze

Ungewöhnlich ist ihr Grundriss, siehe Handskizze. Die Kirche besitzt zwei Chöre, einen im Westen und einen im Osten. In der deutschen Kirchenbaukunst ist diese Variante in der Zeit des ottonisch-salischen Reichskirchensystems im 11. Jh. verbreitet gewesen (Worms, Mainz, Bamberg). in der französischen Architektur ist die Anlage gegenüber liegender Chöre aber selten. Warum man in Nevers zwei Chöre errichtet hat, bleibt immer noch ungeklärt.
Abmessungen zirka aus dem Grundriss entnommen und hochgerechnet:
- Gesamtlänge (außen): 101,00 m (in einer Quelle vorgegeben)
- Langhauslänge (axial): 44,00 m
- Ostchorlänge mit Kapellenkranz (axial): 30,70 m
- Westchorlänge mit Querhaus (außen): 28,70 m
- Ostchorbreite ohne Umgang (axial): 16,80 m
- maximale Ostchorbreite mit Kapellen (außen): 48,90 m
- Mittelschiffbreite (axial): 15,50 m
- Seitenschiffbreite Langhaus (axial): 8,10 m
- Querhauslänge (quer zum Schiff, außen): 50,30 m
- Westchorbreite (innen): 11,90 m
- Westchortiefe (innen): 11,70 m
- Glockenturmhöhe: 52,00 m

### Inneres

#### Krypta

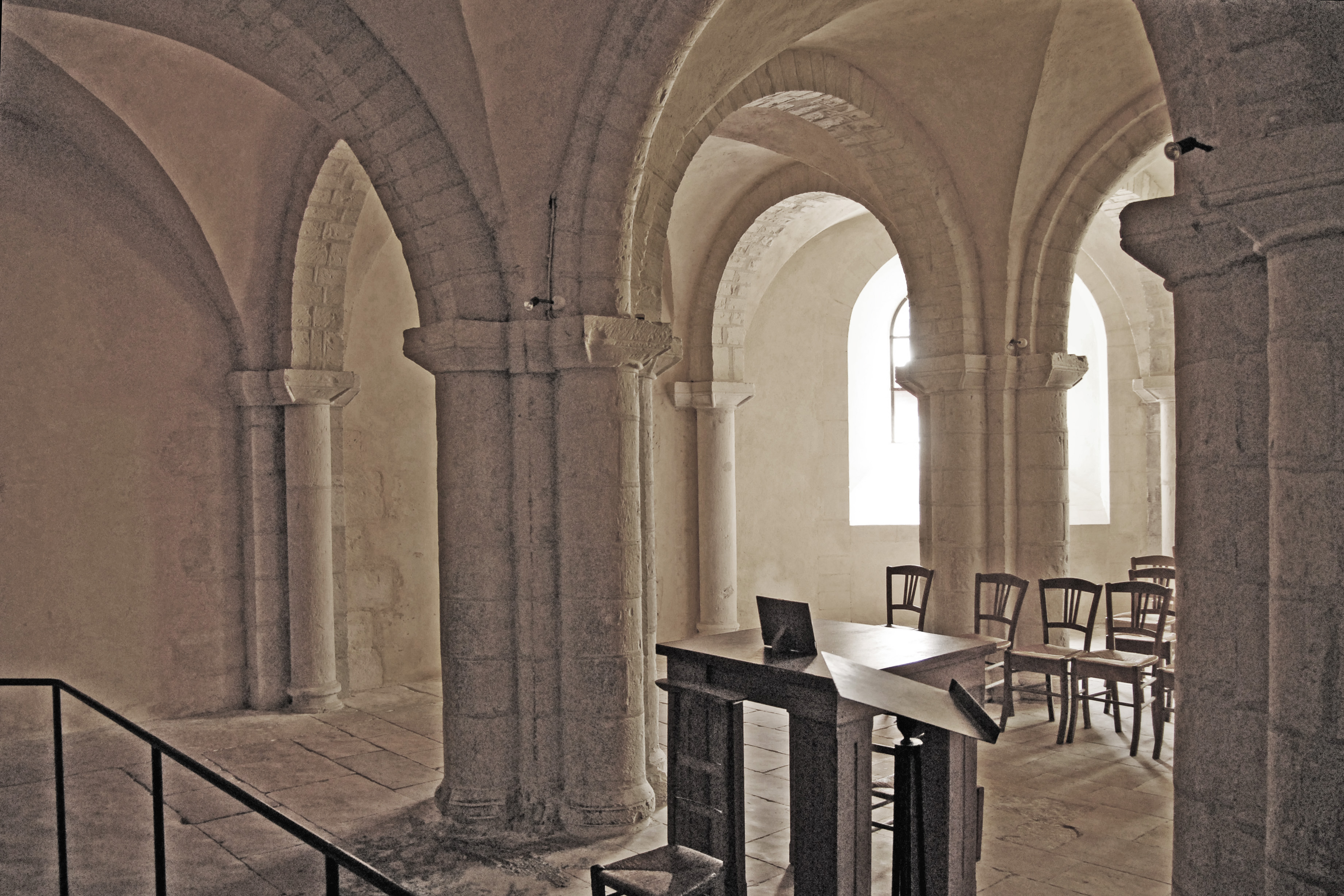
Krypta

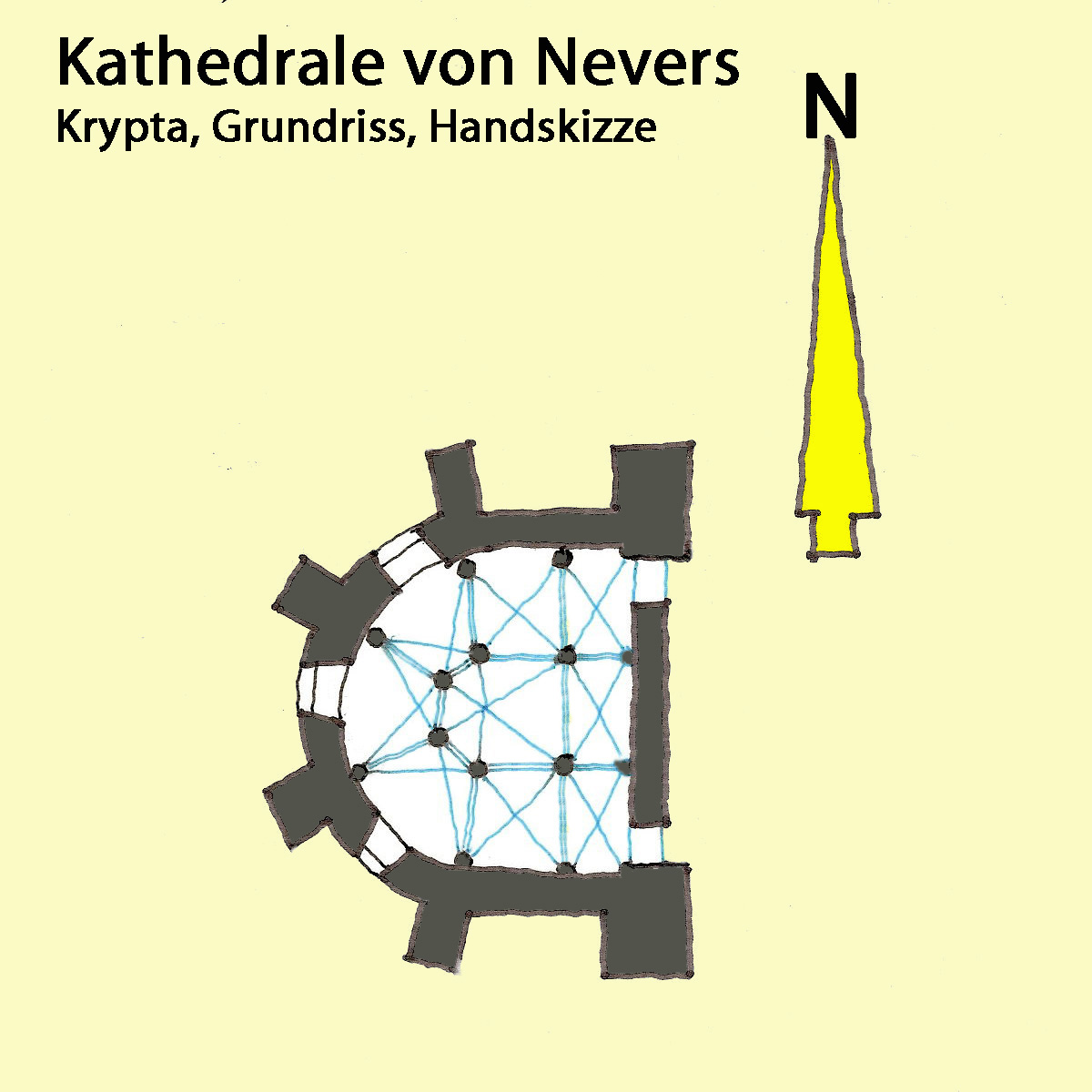
Krypta, Grundriss, Handskizze

Der Boden der frühromanischen Krypta liegt nur fünf Stufen unter dem Boden des Westquerhauses. Sie wird von dort über zwei rundbogige Türöffnungen in ihrer Ostwand erschlossen. Ihr Grundriss steht auf einem Rechteck an das sich nach Westen ein Halbkreis anschließt, was demjenigen des Westchors darüber entspricht. Das Innere ist jedoch mit Pfeilern gegliedert in einen "Chor", der von einem Umgang umschlossen wird. Sechs freistehende etwa 2,5 Meter hohe Pfeiler, mit einem quadratischen Kern der allseitig von halbrunden Diensten in nur wenig geringerer Breite bekleidet ist, umschließen den Chor und bilden polygonale Felder, die von Kreuzgratgewölben überdeckt sind. Diese Felder werden von scharfkantigen Gurtbögen unterteilt. Der mittlere Gurtbogen ist innenseitig mit einem halbrunden Profil bedeckt. An den seitlichen Wänden stehen Pfeilervorlagen mit halbrunden Diensten, im Bereich der Apsisrundung sind es ganze Säulen ohne Pfeilervorlagen. Gurtbögen und Grate werden von den Pfeilern getragen, die oben vom kräftigen ausladenden Kämpferprofilen abgeschlossen werden. Säulen und Dienste weisen profilierte Basen auf. In der Apsisrundung sind drei rundbogige etwas gedrungene Fenster ausgespart, der Gewände stark aufgeweitet sind.
In der Krypta ist eine Grablegungsszene aus dem späten 15. / frühen 16. Jahrhundert aufgestellt, das Hauptthema der Bildhauerei der damaligen Zeit.

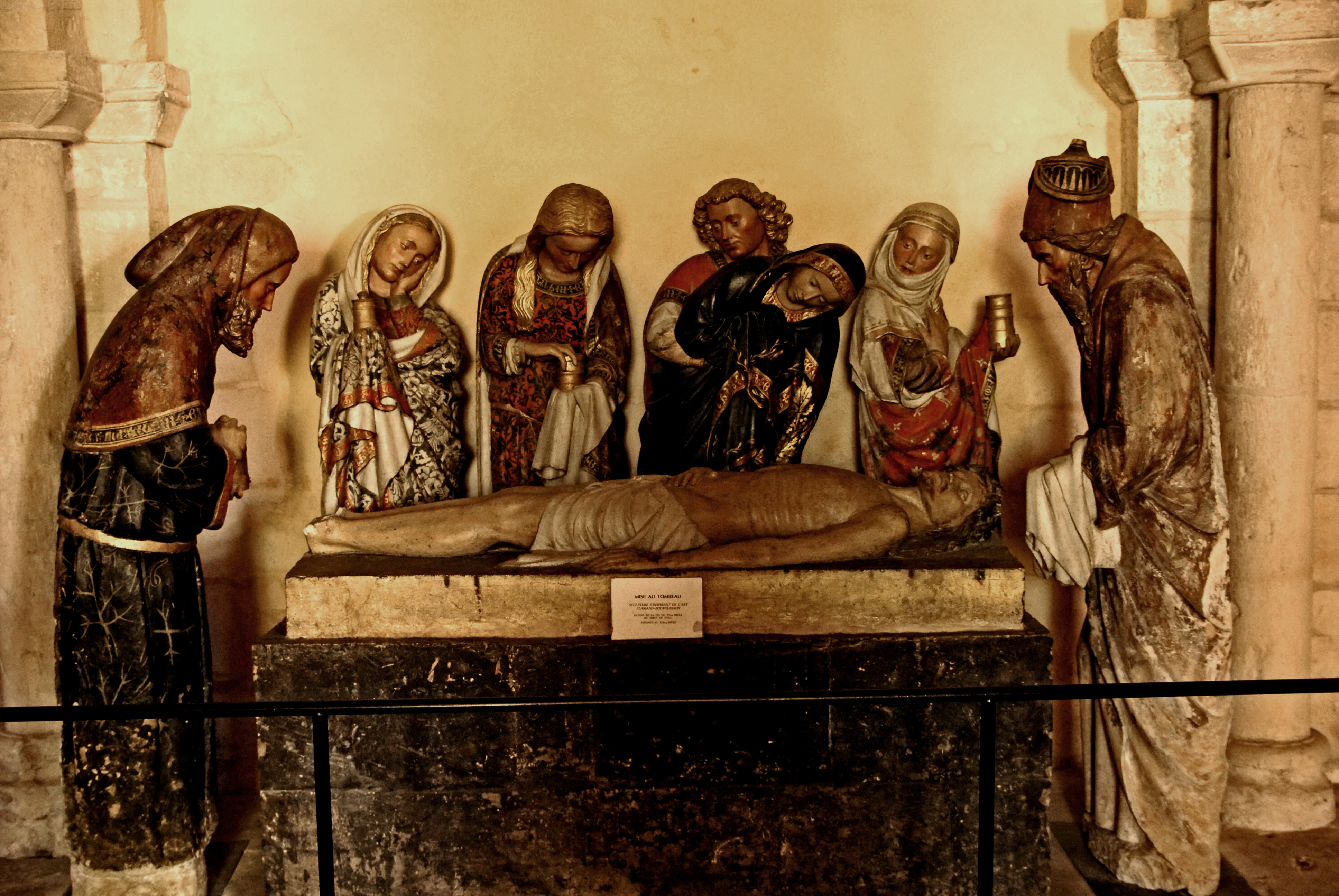
Krypta, Grablegungsgruppe
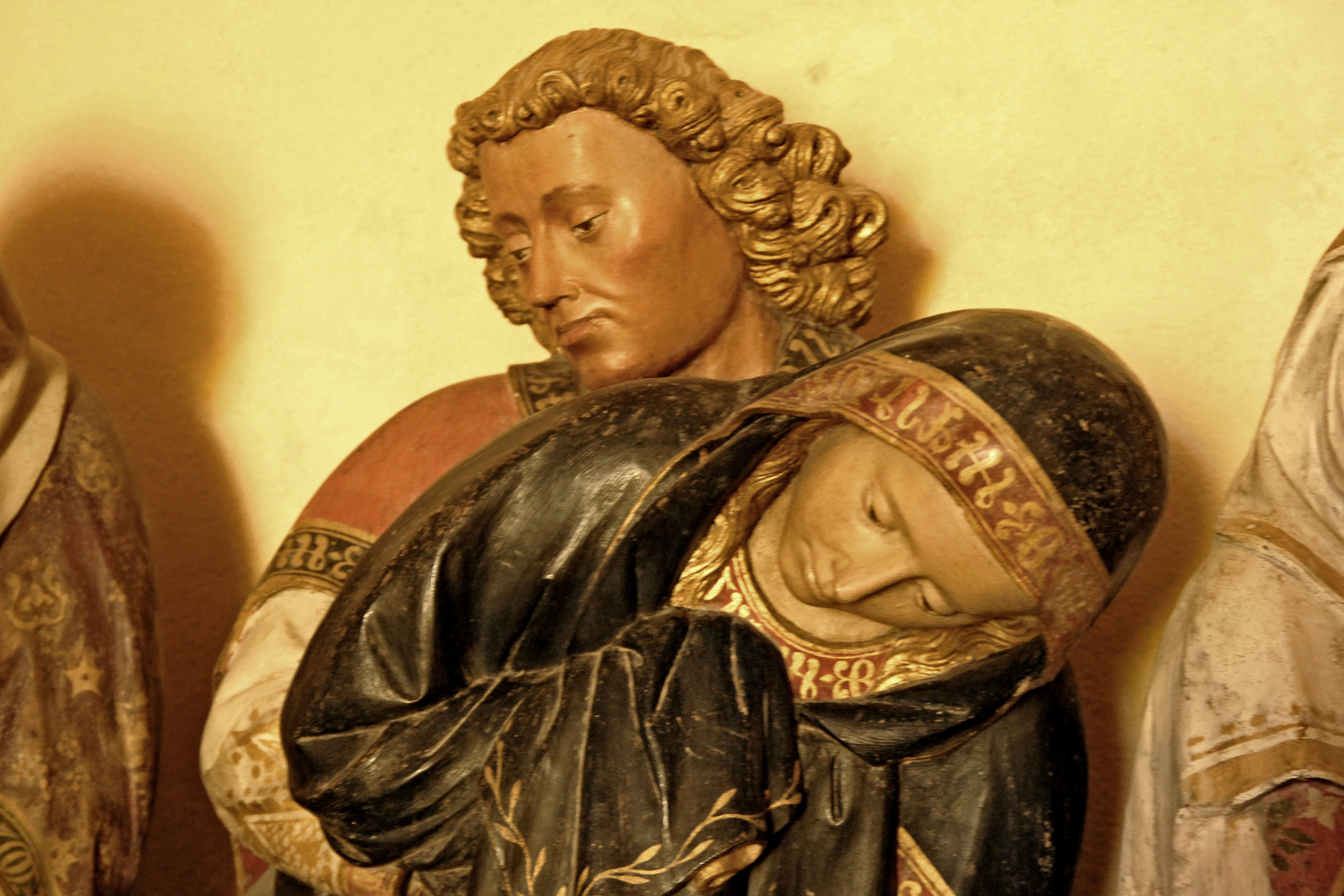
Krypta, Grablegungsgruppe, Detail
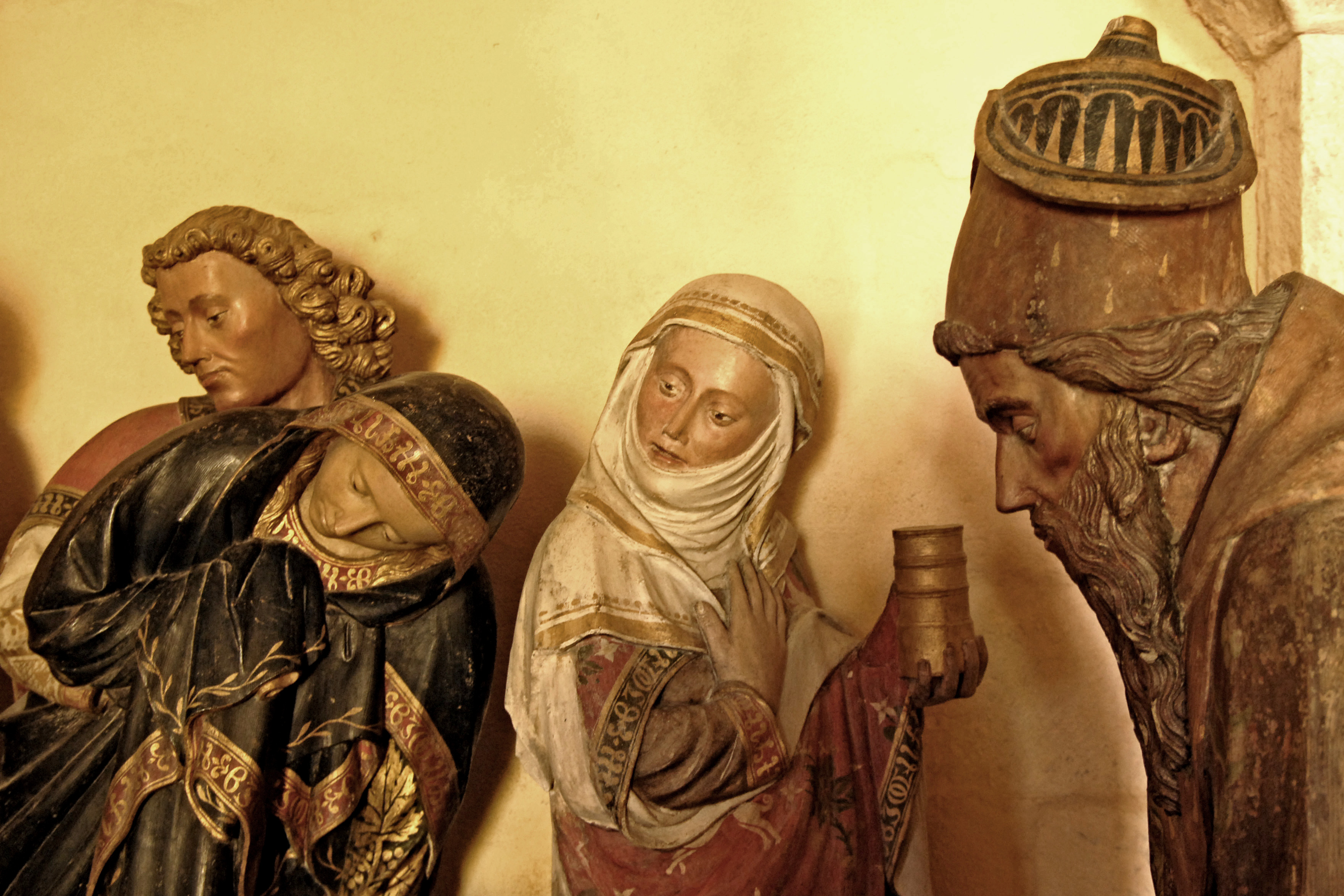
Krypta, Grablegungsgruppe, Detail
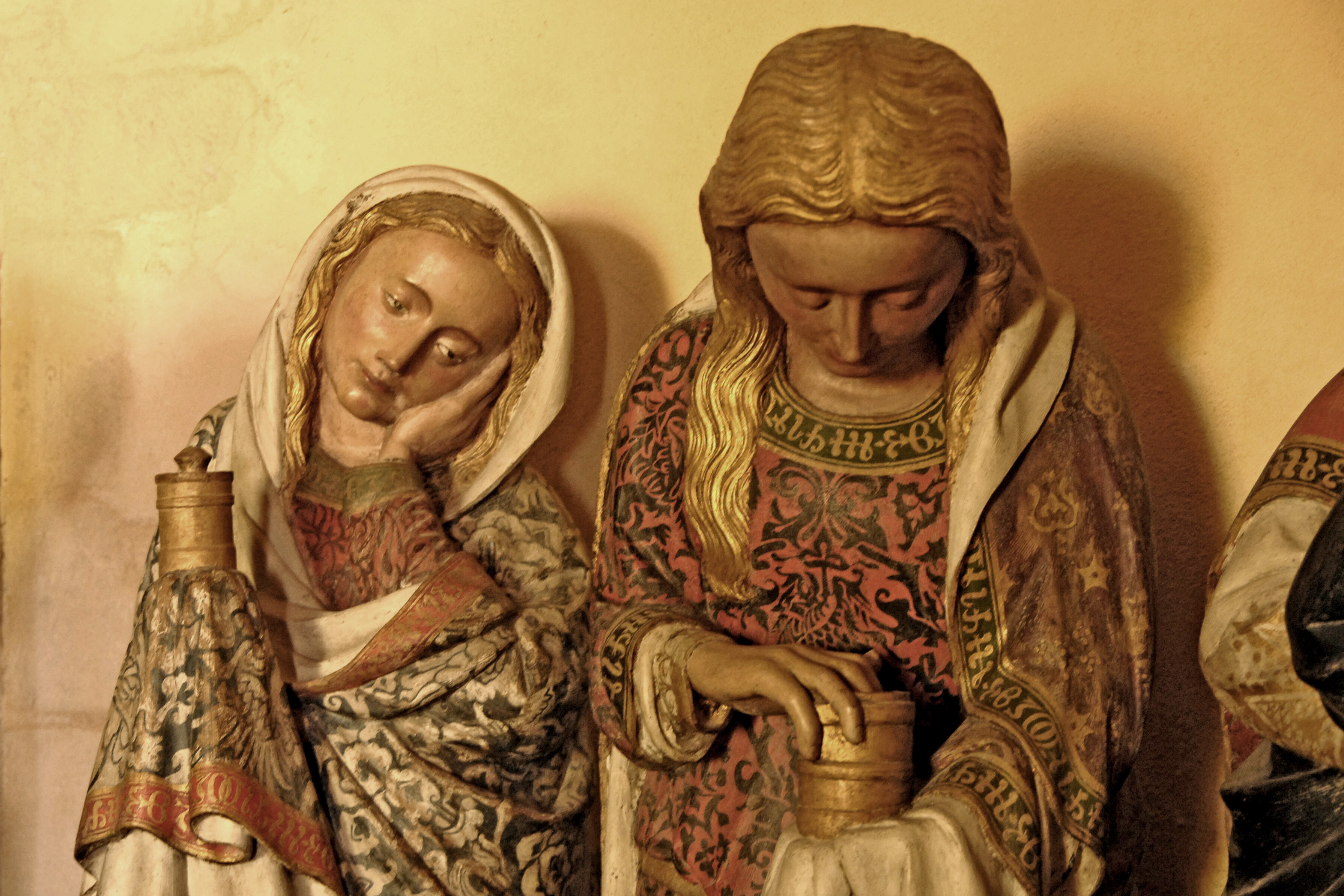
Krypta, Grablegungsgruppe, Detail

#### Westchor

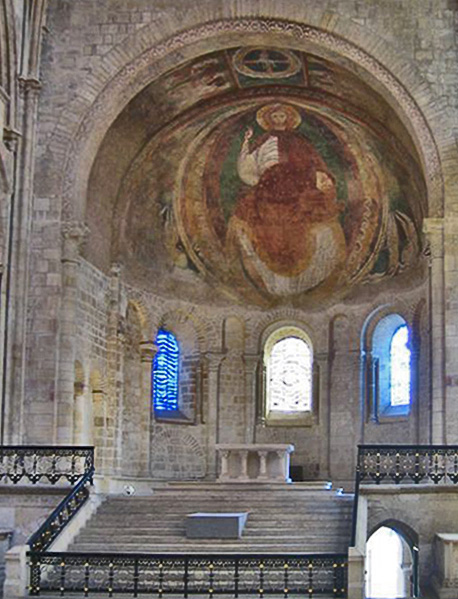
Westchor aus dem Querhaus

Der Boden des Westchors liegt immerhin zwölf Stufen über dem des Querhauses. Eine breite Treppe führt zu ihm hinauf. Diese wird auf jeder Seite von einer schmalen Treppe mit je fünf Stufen flankiert die zur Krypta unter dem Chor hinabführen.
Der Chorraum nimmt den Umriss der Krypta auf und steht auf dem Grundriss aus einem Rechteck, an das sich ein um einen Rückversatz kleineren Halbkreis anschließt und von einer halbrunden Tonne mit einer um den Versatz kleineren halben Kuppelkalotte überwölbt wird. In die beiden Rückversätze zwischen den Seitenwänden und der Apsis sind schlanke Säulen eingestellt, die den Versatz der Gewölbe tragen. In der Rundung der Apsis sind drei rundbogige Fenster ausgespart, die von doppelten Keilsteinbögen überdeckt werden. Die äußeren Bögen ruhen auf Säulen mit Kapitellen und Kämpfern, die mit ihren Basen auf dem umlaufenden Sockel stehen. Ihre äußeren Scheitel reichen bis zum Gewölbeansatz. Die inneren Bögen werden von schlanken Säulchen getragen mit Kapitellen Kämpfern und Basen, die auf der Fensterbrüstung aufstehen. Die Wandabschnitte zwischen den Gewänden der Fenster und neben den Gewänden der äußeren Fenster werden von schmalen Keilsteinbögen überdeckt die zusammen mit den äußeren Bögen der Fenster auf denselben Säulen ruhen. Ihre äußeren Scheitel reichen ebenfalls bis zum Gewölbeansatz. Auf den seitlichen Wänden des Chors sind schlanke Zwillingsblendarkaden eingelassen, deren Keilsteinbögen gemeinsam auf einem Säulchen stehen die bis auf den Wandsockel hinunter reichen. Die rundbogige Eingangsarkade des Chorraums besteht aus einem scharfkantigen Gurtbogen, der von halbrunden Diensten getragen wird, die mit pflanzlich skulptierten Kapitellen, weit ausladenden Kämpfern und mit Basen ausgerüstet sind, die auf den Wandsockeln stehen.
Die den Chor beidseitig flankierenden Räume sind über je eine Tür in der westlichen Querhauswand und einen Balkon in Höhe des Chorbodens zu erreichen. Ihre Aufgabe ist nicht belegt. Einer der Räume könnte eine Sakristei sein. Sie bilden zusammen mit dem Chor das Westchorhaupt. Ob diese Räume wie etwa der Chor unterkellert sind geht aus keiner der bekannten Quellen hervor. Die in den Außenwänden fehlenden Fenster lassen eine Unterkellerung als unwahrscheinlich erscheinen.

#### Westquerhaus

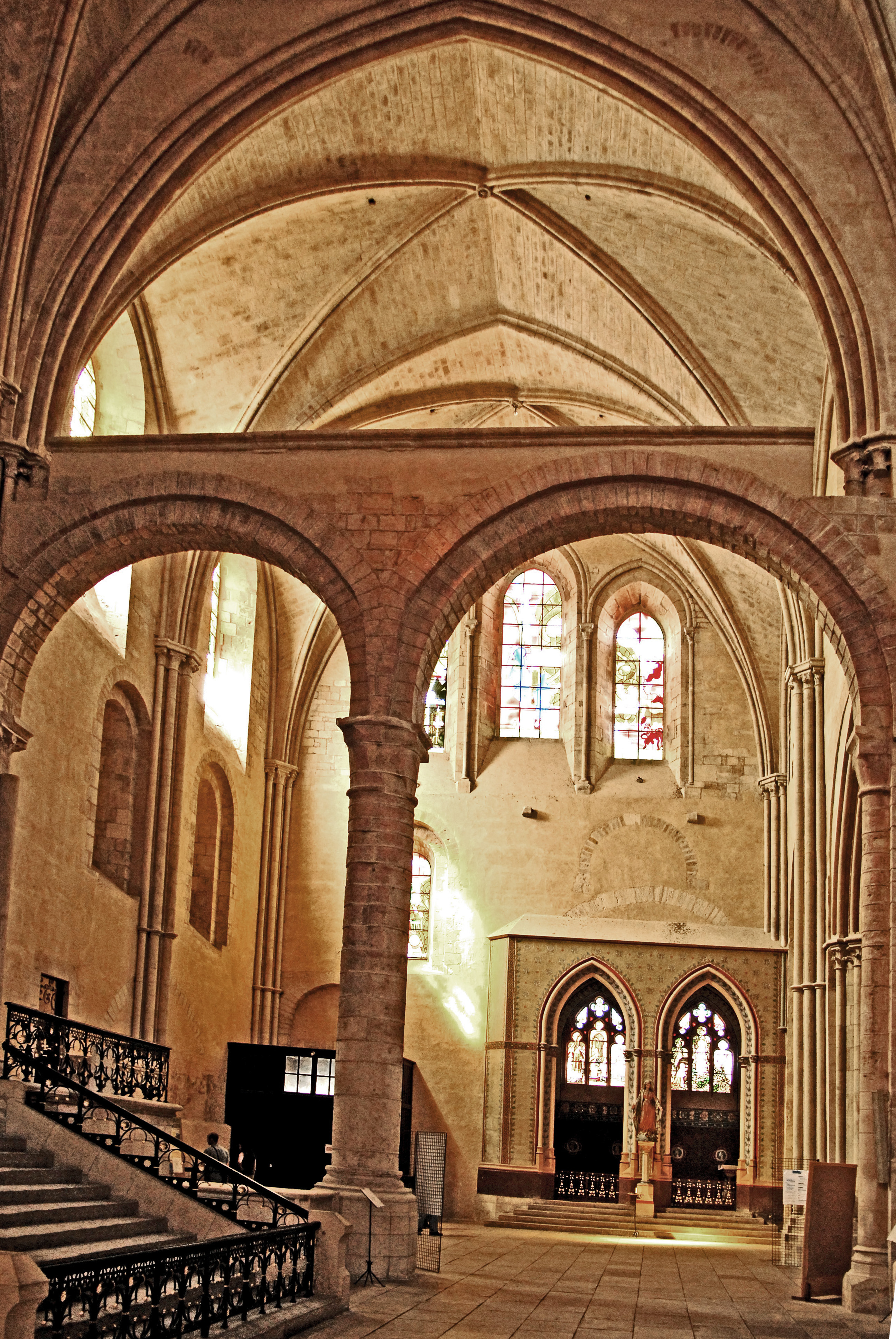
Westquerhaus, Nordarm aus Vierung

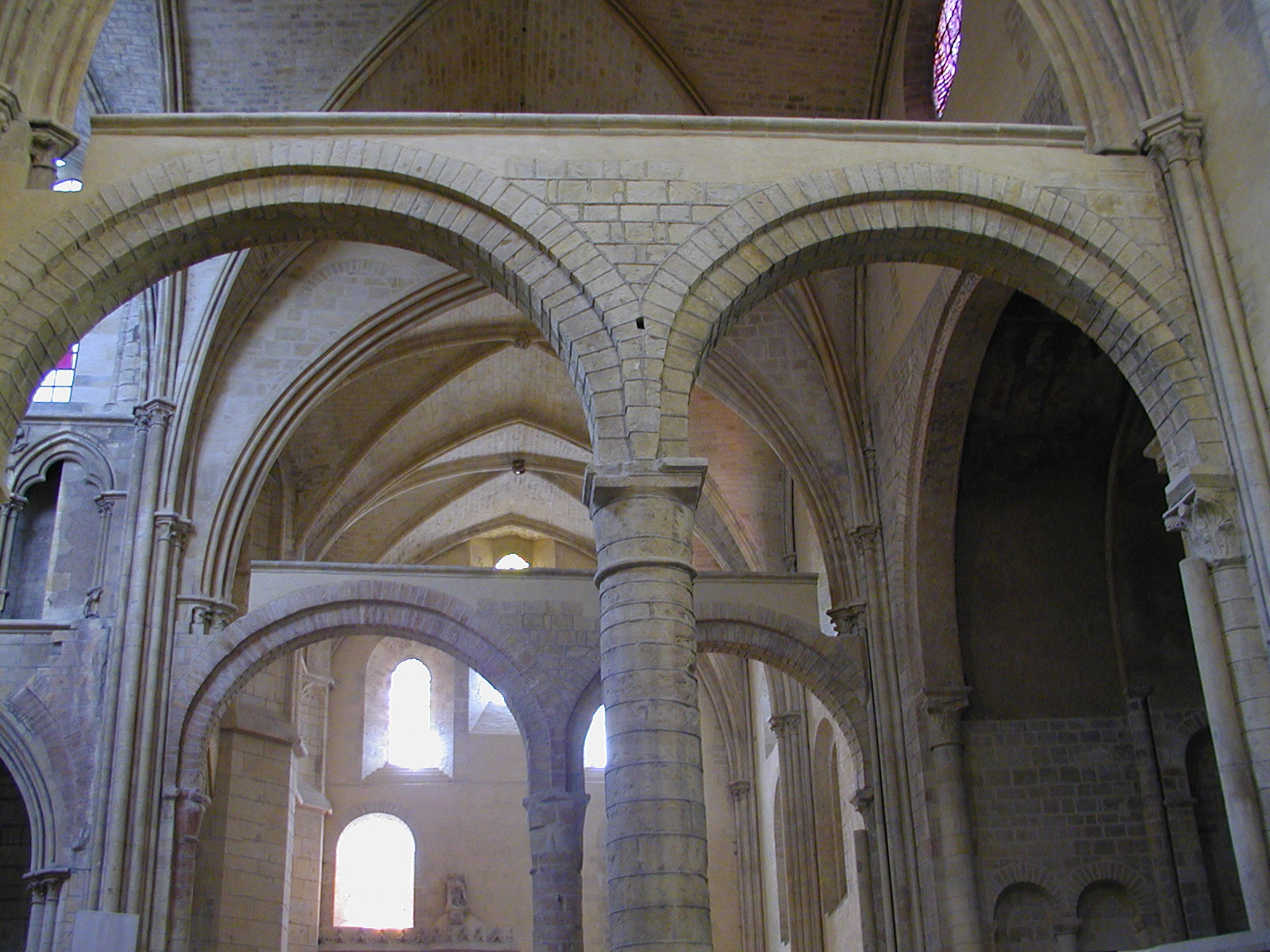
Südl. Querhausarm, hinter Vierung

Das romanische Westquerhaus schließt unmittelbar ostwärts an das Westchorhaupt an und überragt dieses nur geringfügig. Die Weite (in Längsrichtung der Kirche) des Querschiffs ist deutlich größer als die der Joche des Langhauses. Es wird unterteilt in eine quadratische Vierung, die die Breite des Chors übernimmt, und zwei Querhausarme. Die Vierung wird von den Querhausarmen von je zwei rundbogigen Arkaden getrennt, die in der Mitte gemeinsam auf einer Säule und an den Pfeilern auf halbrunden Diensten stehen, die mit schlicht skulptierten Kämpfern, profilierten Kämpfern und Basen ausgerüstet sind. Über den äußeren Scheiteln der leicht zurückversetzten Keilsteinbögen ragen die aufstehenden Wände nur geringfügig hinaus und schließen dort waagerecht ab.
Über diesen schwibbogenartigen Trennungen steigen in ganzer Breite des Querschiffs angespitzte Schildbögen aus gebündelten Rundstäben auf, die zu den nachträglich eingezogenen gotischen Einwölbungen der Vierung und der Querschiffarme gehören. Es handelt sich dabei um vierteilige Kreuzrippengewölbe aus gebündelten Rundstäben. An den vorgenannten "Trennwänden" sind an deren äußeren Enden Aussparungen in ganzer Wanddicke eingelassen, die es ermöglichten, dass die Kapitelle, die die Schildbögen tragen, innerhalb der Wand noch ein gutes Stück unter deren Oberkante angeordnet werden konnten. Diese Höhenlage ergab sich aus den nachträglich eingezogenen vierteiligen Kreuzrippengewölben der Querschiffarme. Das Gewölbe der Vierung liegt etwas höher. Dort ist über dem Triumphbogen des Chors ein großer Okulus, auch Ochsenauge genannt, ausgespart, der die Vierung erhellt.

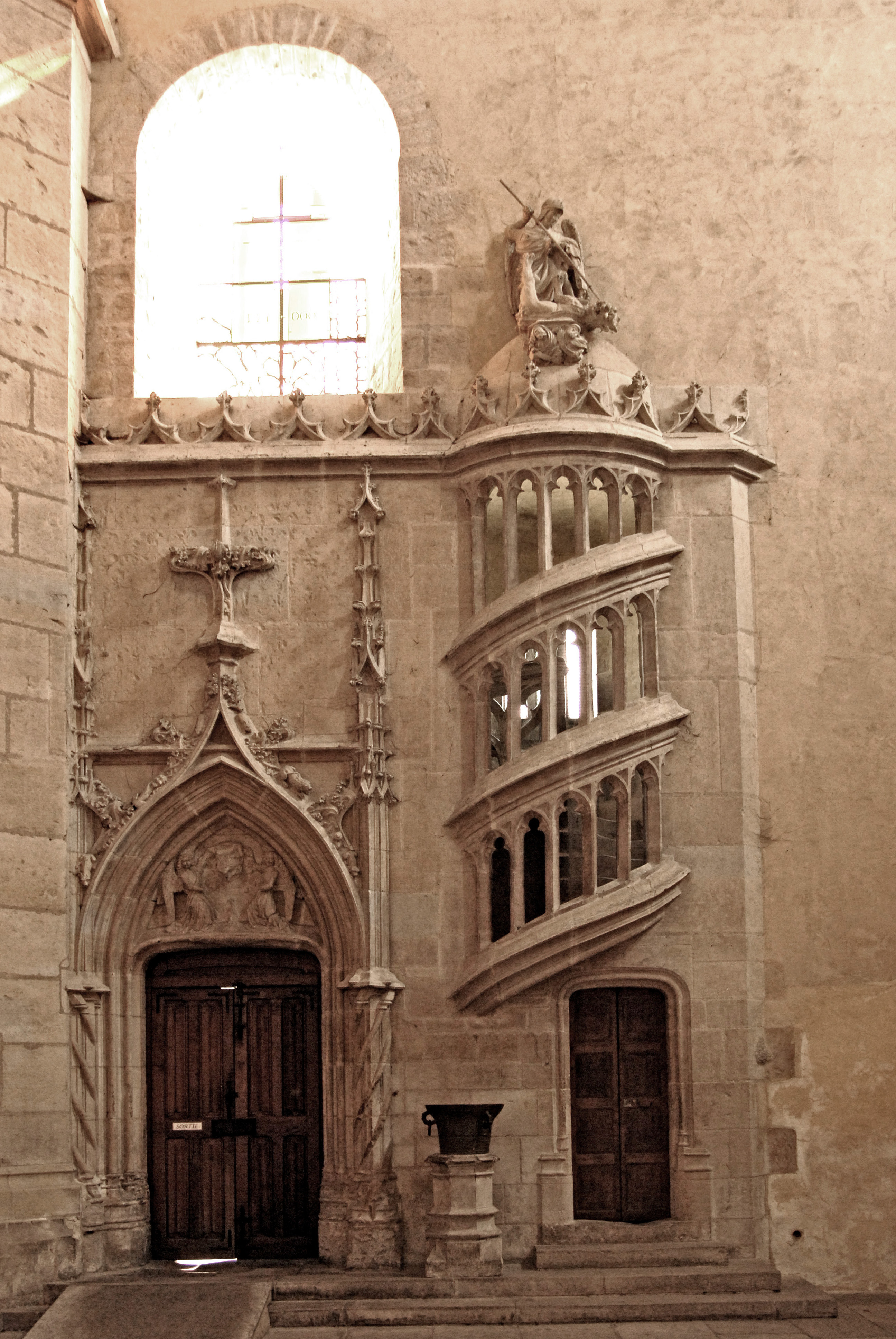
Querhaus, Südwand

In einer Quelle wird die ursprüngliche Decke im Querhaus als waagerecht vermutet. wäre aber auch eine damals oft verwendete Trompenkuppel denkbar. Die Querschiffarme könnten auch von Tonnengewölben mit Gurtbogenunterstützung überdeckt gewesen sein. Darauf deuten die kräftigen Pfeiler und Wandverstärkungen in der Ost- und Westwand des Querhauses hin, wie auch die Anordnung der beiden Räume vor der Westwand, die die Schubkräfte der Gewölbe abgefangenhaben. Auch die ehemaligen rundbogigen Fensteraussparungen, die unter den heutigen gotischen Fenstern angeordnet, aber nunmehr zugemauert sind, weisen darauf hin.

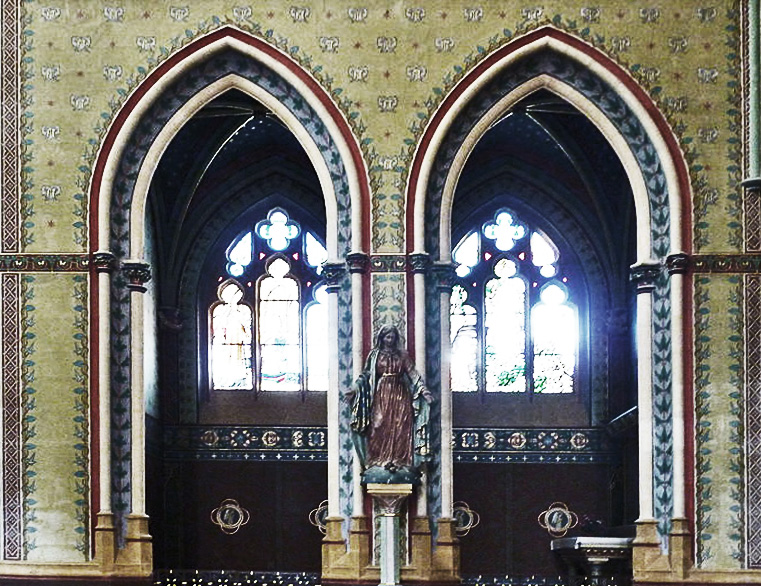
Kapelle der unbefleckten Empfängnis

Die Ostwand öffnet sich in das dreischiffige Langhaus mit seinem ganzen Aufriss und im Süden und Norden in die Unterbauten der Türme. In der Westwand sind knapp unter den Schildbögen der Gewölbe große spitzbogige Fenster ausgespart. Auch in den Giebelwänden der Querhausarme sind drei und vier solche Fenster angeordnet.
In der südlichen Giebelwand ist an ihrem östlichen Ende ein zweiflügeliges Portal ausgespart, das von gotischem Dekor umschlossen wird. Gleich daneben ist eine weitere Tür eingelassen, die zu einer Spindeltreppe führt, deren Lauf sich zum Schiff hin in drei Windungen öffnet und mit gotischem Maßwerk vergittert ist. Wohin die Treppe führt ist unklar, vielleicht zu einem Austritt in der Giebelwand. Die Treppe wird von einem halbkuppelförmigen Dach bekrönt, auf dem die Skulptur des Erzengels Michael steht und den Drachen tötet.
In der östlichen Hälfte der nördlichen Giebelwand öffnet sich mit zwei schlanken spitzbogigen Arkaden die Kapelle der unbefleckten Empfängnis, die über zwei große spitzbogige bleiverglaste Fenster belichtet wird.

#### Hochgotisches Langhaus

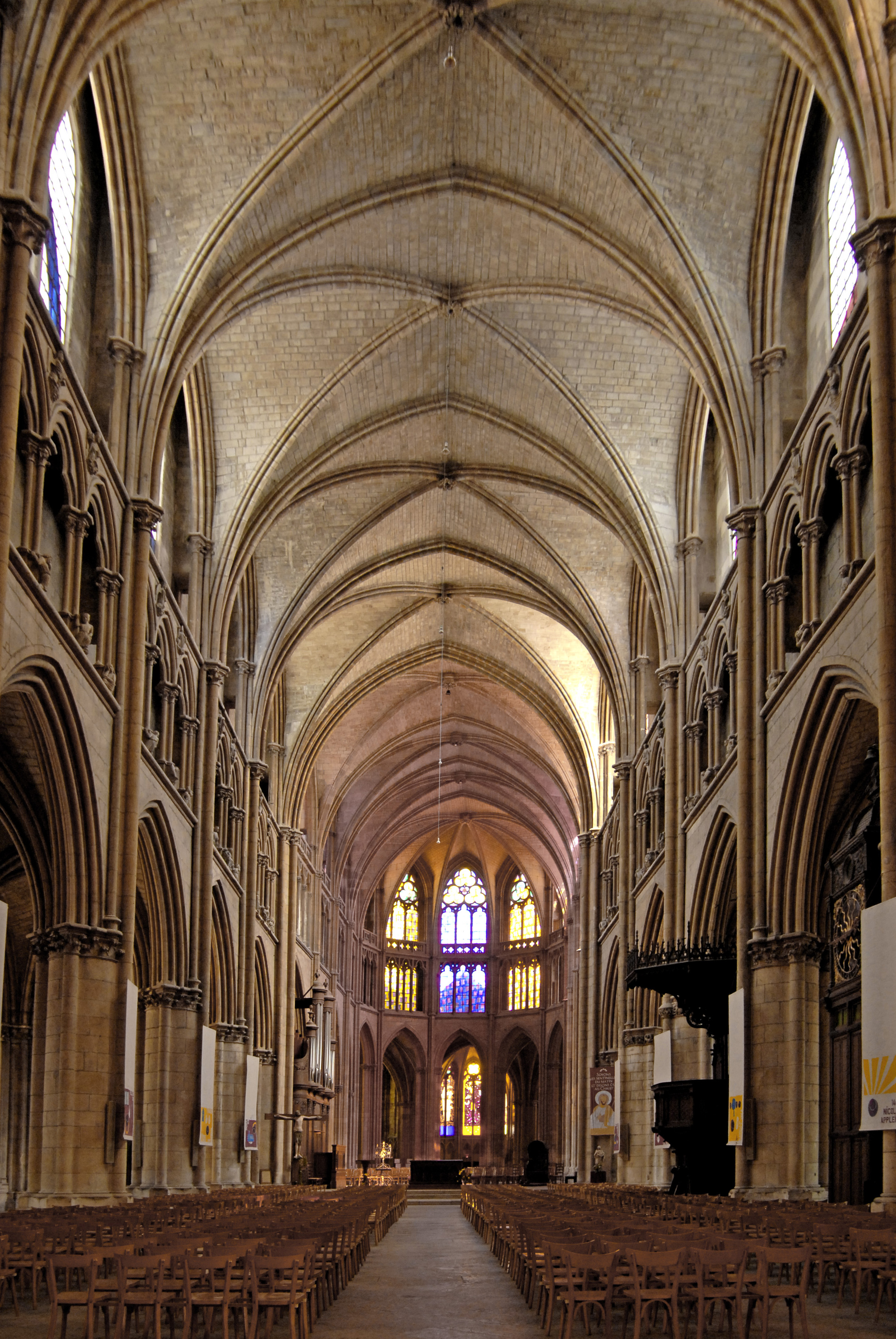
Mittelschiff zum Ostchor

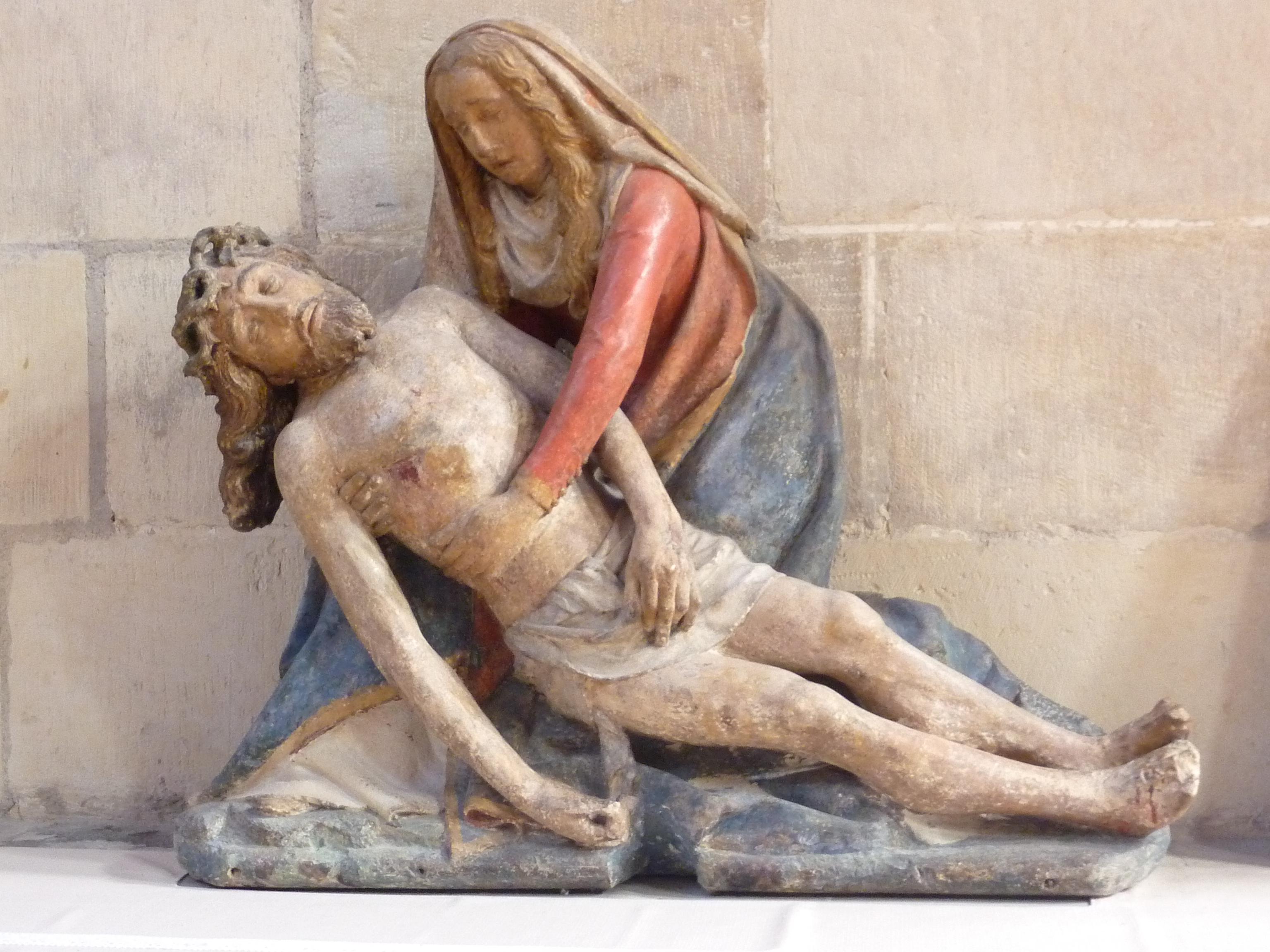
Pieta

Das Langhaus aus der ersten Hälfte des 13. Jahrhunderts ist wie vermutlich sein abgebrannter romanischer Vorgänger dreischiffig und besteht aus fünf Jochen. Die Mittelschiffjoche haben lang gestreckte rechteckige Grundrisse, die der Seitenschiffe sind fast quadratisch. Die beiden Pfeiler am Übergang zum Westquerhaus gehören zumindest im Kern dem romanischen Bauwerk. Das gilt auch noch für andere Teile der Wand in deren Achse.

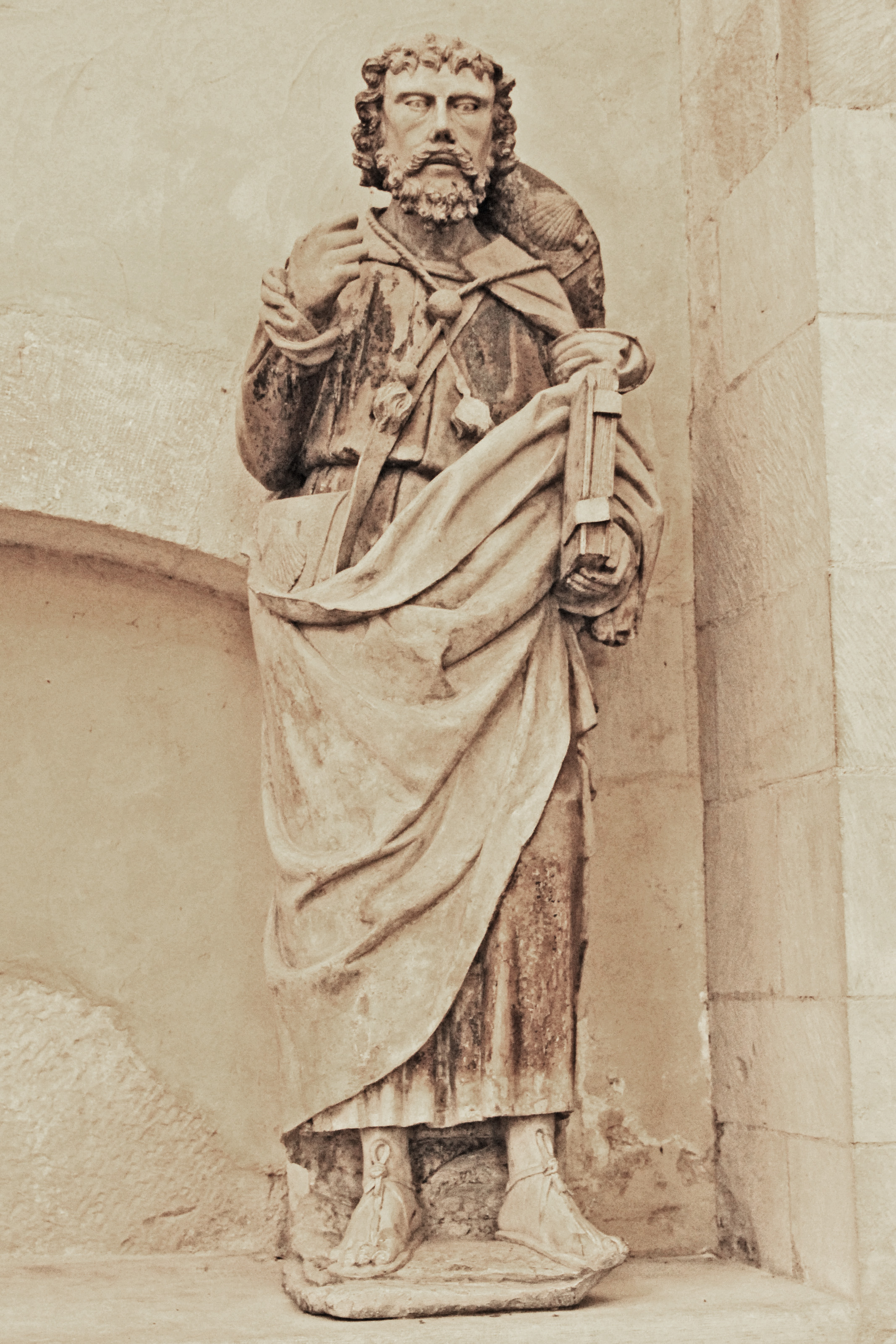
Skulptur

Die Mittelschiffwände sind in der Höhe dreigeschossig gegliedert, aus spitzbogigen Arkaden in ganzer Jochbreite, aus Triforien mit burgundischem Laufgang und obenauf die Obergaden in den Schildbögen. Die Decke der Triforien kann auch begangen werden, da in den Pfeilern entsprechende Durchlässe ausgespart sind.
Die Arkadenbögen mit Gewänden aus vielfachen Rundstäben stehen auf kräftigen kantonierten Säulen, die in Höhe der Bogenansätze von pflanzlich skulptierten Kapitellen mit profilierten Kämpfern umschlossen werden. Sowohl die kantonierten Säulen wie auch im Ostchor die Bündelpfeiler stehen auf mehrfach profilierten Basenkränzen, die dann von hohen mehrfach gestuften kantigen Sockeln unterfüttert sind. Die Scheidewand reicht ein kurzes Stück über die Bogenscheitel hinauf und wird dort von einem Kragprofil waagerecht abgeschlossen. Lediglich der mittelschiffseitige Dienst durchbricht den Kapitellkranz und reicht hinauf bis zur Oberkante des Triforiums, wo sie von pflanzlich skulptierten Kapitellen mit profilierten Kämpfern abgeschlossen werden. Das Triforium wird von einem auskragenden Profil waagerecht abgeschlossen. Oberhalb des Kapitellkranzes werden die Dienste mit etwas Abstand von zwei wesentlich schlankeren Diensten begleitet, die aber noch ein gutes Stück über die Triforien hinausreichen.

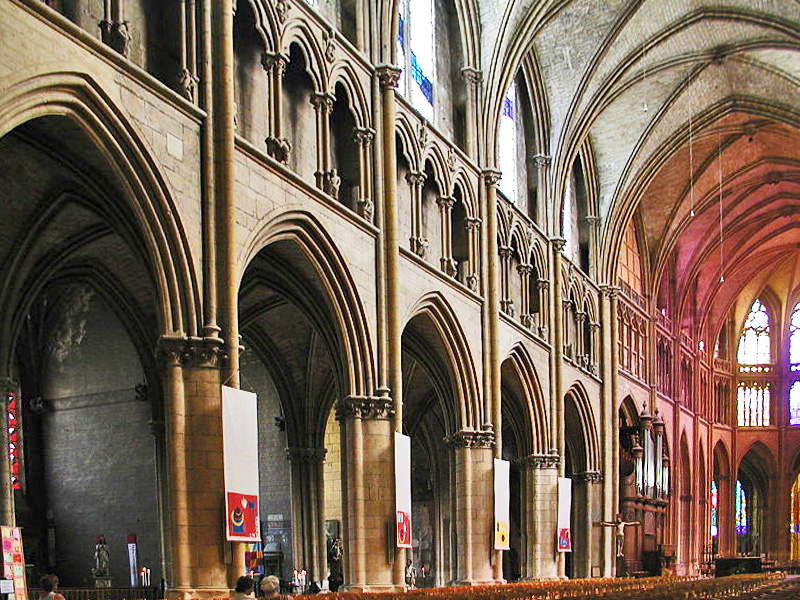
Nordwand Mittelschiff und Ostchor

Die drei Bogenstellungen des Triforiums werden von einfachem Y-Maßwerk geschmückt und von kantonierten Säulchen getragen, mit Kapitellkränzen und weit ausladenden Kämpfern und Basen auf besonders hohen Plinthen. Letztere werden teilweise verdeckt von hübschen Schmuckfigürchen: Mönche, Gaukler ein Bischof und andere, stehend oder sitzend. In den oberen Bogenzwickeln finden sich Engel mit ausgebreiteten Flügeln auf Wolken sitzend.
Die Gewölbe des Mittelschiffs sind vierteilige Kreuzrippengewölbe. Sie treffen sich mittig in runden Schlusssteinen mit Rosettendekor. Die Gewölberippen und Gurtbögen aus gebündelten Rundprofilen stehen über den Triforien auf und hinter den Kapitellen. Die Schildbögen bestehen auch aus gebündelten Rundprofilen die vor den eigentlichen Schilden den Abstand halten, der von dem darunter befindlichen Laufgangs vorgegeben wird. Die auf den Triforien stehenden Hochfenster bleiben etwas schmaler als die Jochbreiten, ihre Spitzbögen verlaufen aber parallel zu den Schildbögen.

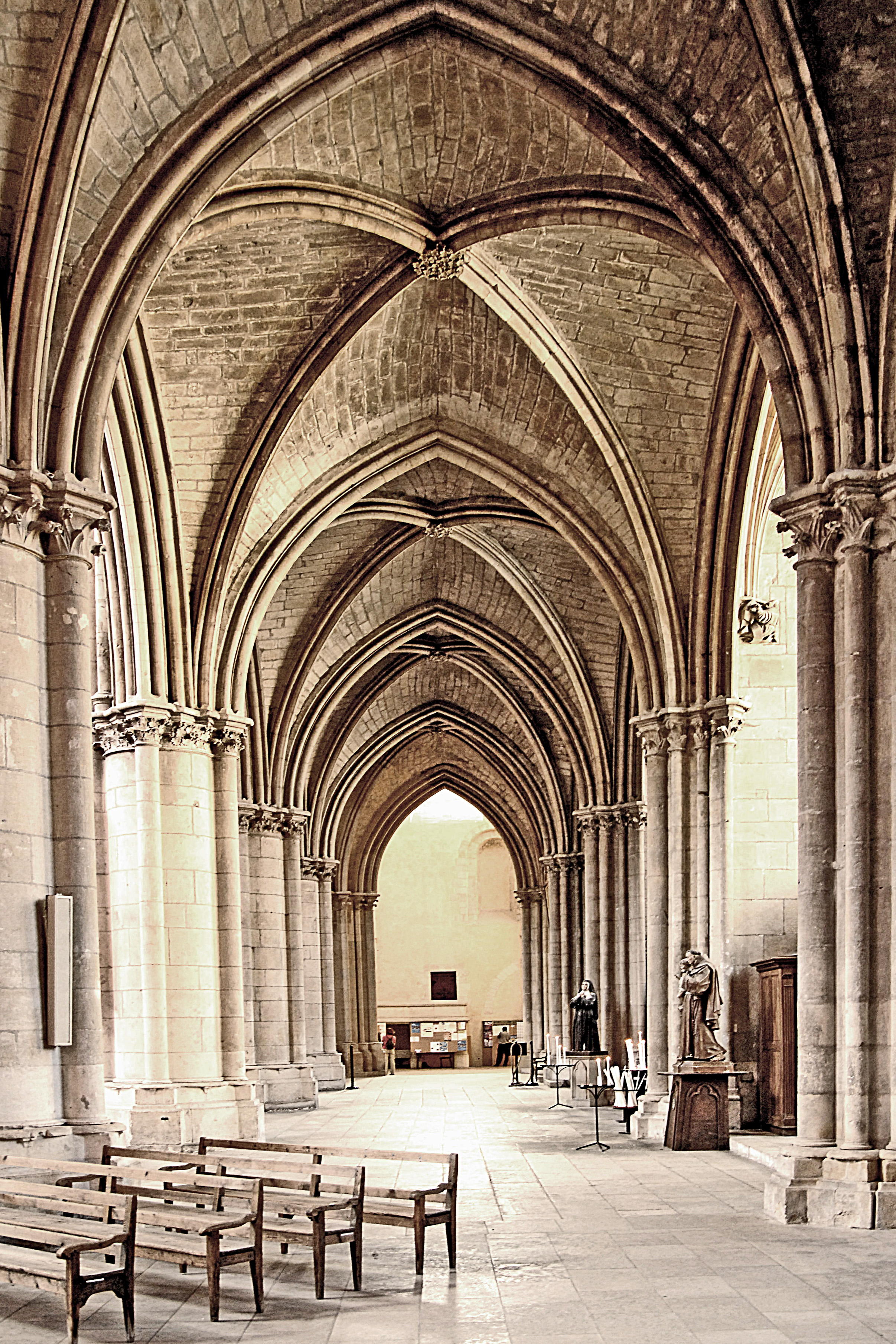
Nördl. Seitenschiff nach hinten

Die Seitenschiffgewölbe stehen einerseits auch auf den Säulen der Scheidewände und außenseitig auf ähnlichen kantonierten Säulen in etwas geringerer Dimensionierung, mit den gleichen Kapitellkränzen. Die vierteiligen Kreuzrippengewölbe weisen ebenso die gleichen Rippen und Gurtbögen auf, wie die des Mittelschiffs.
Im ersten Langhausjoch begrenzen zwei kräftige Unterbauten von Türmen die Seitenschiffe mit etwa quadratischen Grundrissen. Der südliche trägt den zwischen dem 15. und 16. Jahrhundert errichtete Glockenturm, der nördliche konnte wegen der eingetretenen Religionskriege nicht mehr weitergebaut werden.
Beide weisen im Unterbau je ein Spindeltreppenhaus auf, das im südlichen Turm bis hoch hinauf in das Glockengeschoss und auf das Dach des Turms führt.
Thorsten Droste erklärt in seinem Dumont-Kunstreiseführer sinngemäß:

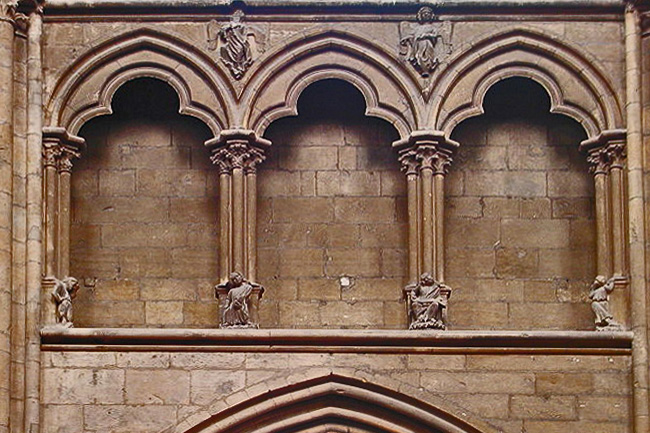
Triforium

"Bei der Planung und Errichtung des Langhauses hat der Architekt offensichtlich die Kathedrale von Auxerre als Vorbild vor Augen gehabt. Er hat aber auch eigene Vorstellungen in die Gestaltung eingebracht. So hat er etwa versucht, das für die Gotik kennzeichnende Vertikalstreben zu mildern, was hier stärker betont wird, als irgend sonst. Der Bau besitzt eine für das 13. Jahrhundert absolut ungewöhnliche Behäbigkeit. Eine originelle Besonderheit sind die kleinen Atlanten, die die Säulchen der Triforiums tragen; Robert Stuckale hat dafür den Begriff "Karyatidenarkaden" geprägt. Das Motiv fand an verschiedenen Kirchen Burgunds Nachfolge. Zudem sind in die Zwickelfelder zwischen den Arkaden der Triforien Reliefs mit Darstellungen von Engeln eingelassen, auch dies eine Schöpfung der Architekten von St-Syr-et-Ste-Julitte".

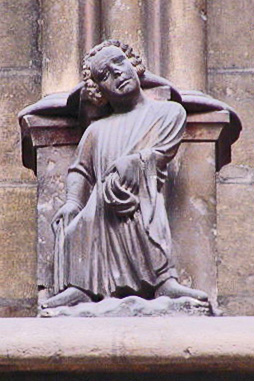
Triforium, Detail 1
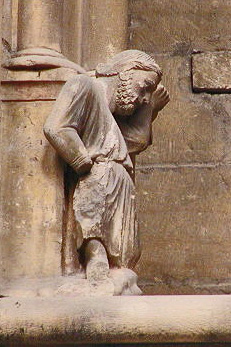
Triforium, Detail 2
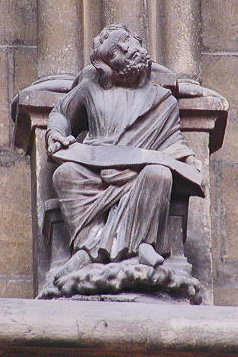
Triforium, Detail 3
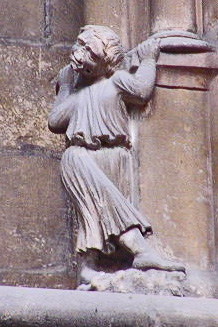
Triforium, Detail 4

#### Ostchor

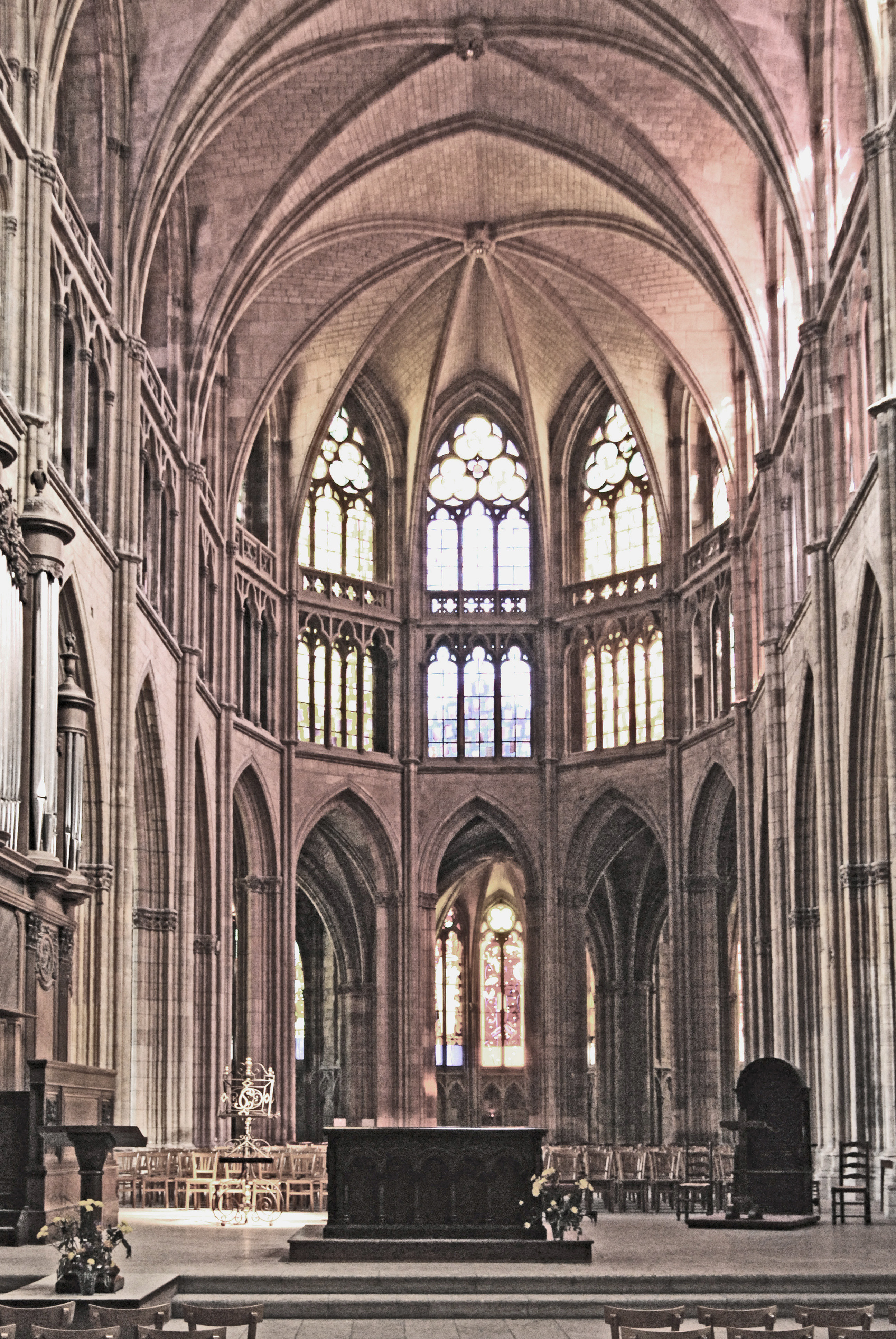
Ostchor

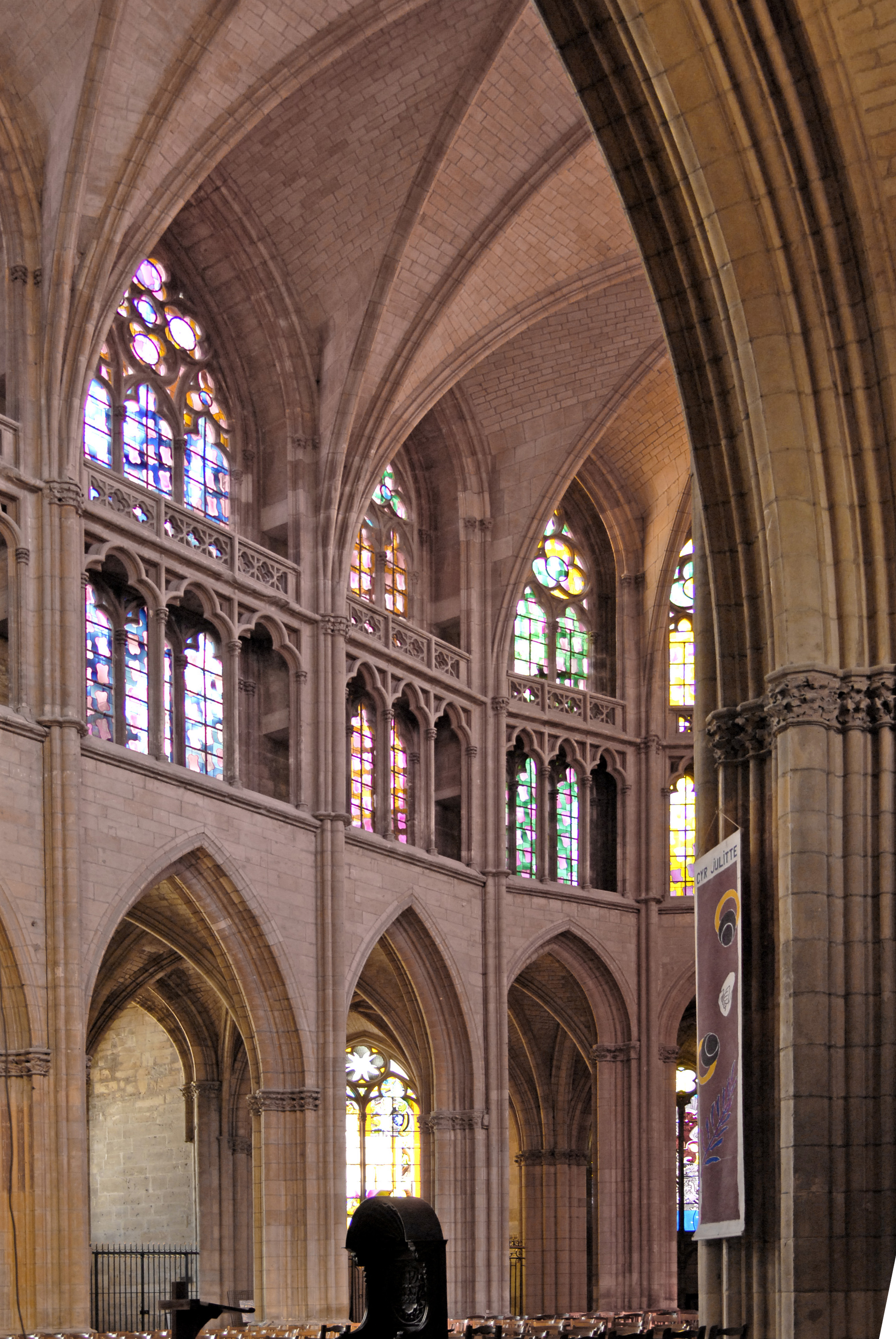
Ostchor, Nordwand

Der östliche Umgangschor steht in Verlängerung des Langhauses, sein Grundriss knickt aber am Übergang wenige Grad nach Süden ab. Er übernimmt die Breiten des Mittelschiffs und der Seitenschiffe für den Chor und seine Umgänge, teilweise auch seiner Seitenkapellen.
Der Grundriss beginnt mit dem breitesten Joch der ganzen Kirche. Ihm folgen drei weiteren Chorjoche, die deutlich schmaler sind als die des Langhauses. Die daran angeschlossene Chorapsis steht auf dem Grundriss eines halben Zehnecks mit fünf polygonal stehenden Seiten. Die beidseitigen Umgänge übernehmen im Grundriss die Teilung der Joche und um die Chorapsis herum die strahlenförmige Aufteilung der Apsis, die vom Mittelpunkt des halben Zehnecks über dessen Ecken hinaus geführt werden. Es entstehen dabei fünf Teilflächen in Form von Trapezen.
Der Aufriss des Umgangschors ist allerdings etwas anders, bleibt aber dreigeschossig und wird in den fünf Abschnitten der Chorapsis herumgeführt.
Das untere Geschoss ist knapp einen halben Meter höher als das des Langhauses und wird wieder kurz über den Bogenscheiteln mit einem Kragprofil waagerecht abgeschlossen. In den schmäleren Arkaden des Chors werden die Bögen deutlich spitzer als diejenigen des Langhauses, im ersten breiteren Joch weniger spitz.
Die Gewände der Arkadenbögen sind in verschiedenen runden Profilen und Kehlen aufgelöst. Dem Zeitgeschmack entsprechend werden statt der kantonierten Pfeiler Bündelpfeiler in etwas geringerer Dimension eingesetzt. Die Bogenansätze der ersten vier Joche mit ihren Kapitellkränzen liegen etwa auf gleicher Höhe wie diejenigen des Langhauses. In den fünf Arkaden der Chorapsis wurden diese aber deutlich höher angeordnet.

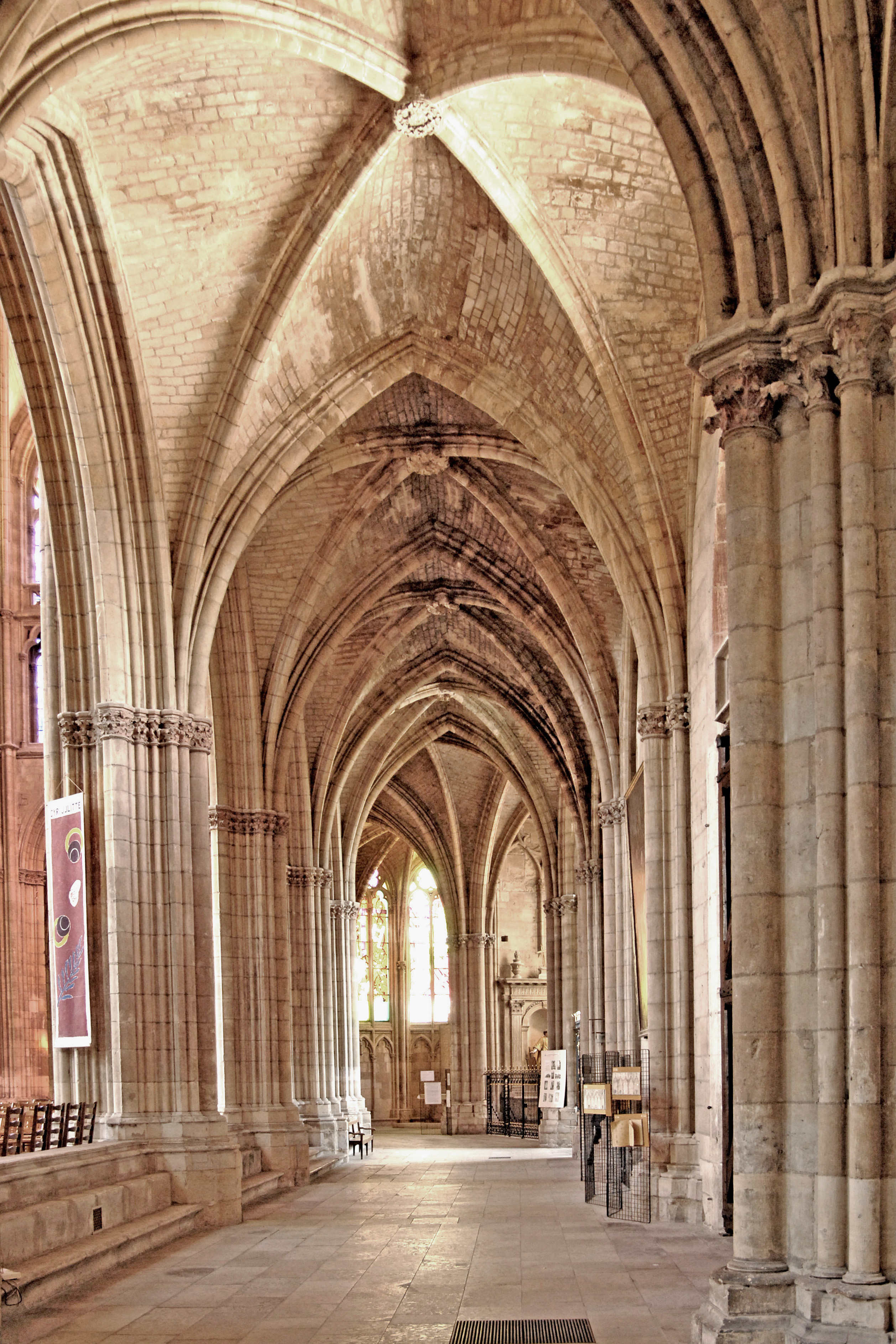
Südl. Chorumgang nach Osten

Die im Ostchor verwendeten Triforien sind etwa gleich hoch, ihre Oberkante liegt dementsprechend höher als die diejenigen des Langhauses. Sie werden wieder mit einem Kragprofil waagerecht abgeschlossen. Der Hauptunterschied bei den Triforien ist die Durchfensterung ihrer Außenwand. Die äußeren rechteckigen Öffnungen in Dimension der ganzen Triforien sind mit schmalen Fenstersprossen in Quadrate unterteilt, die die Glasscheiben enthalten. Der burgundische Laufgang trennt die Verglasung von drei offenen Bogenstellungen, die durch die engeren Pfeilerabstände deutlich schlanker und höher wirken. In jeder Bogenstellung erkennt man einen halben Dreipass. Ihre Ansätze stehen auf sehr schlanken Pfeilern, die auf der Sichtseite aus einem Rundstab mit Kapitell bestehen. Bei den äußeren Bogenstellungen sind es halbe Rundstäbe mit Kapitell. Bei dem breiteren ersten Chorjoch sind es vier Bogenstellungen, die dabei die Proportionen der anderen behalten.
Von den Bündelpfeilern der Jocharkaden und der Chorapsis werden jeweils die mittleren drei Rundstäbe, von Kehlprofilen begleitet, bis hinauf zu der Decke der Triforien hinauf geführt, die in Höhe der Unter- und Oberkante der Triforien mit Kapitellkränzen markiert. Von den oberen Kapitellkränzen steigen die Rippen und Gurtbögen der Kreuzrippengewölbe auf, aus dreiteiligen Rundstabbündeln. Die Gewölberippen treffen sich in runden Schlusssteinen, die mit Rosetten dekoriert sind. Die Scheitel des Chorgewölbes liegen etwas höher, als die des Langhauses.
Über der Oberkante der Triforien wird der zweite Laufgang von einer steinernen Balustrade begrenzt deren Maßwerk mit Vierpässen dekoriert ist. Die spitzbogigen Obergaden nehmen fast die ganzen Flächen der Gewölbeschilde ein. Vielfach profilierte Schildbögen begrenzen die Gewölbezwickel über den Balustraden und belassen Platz für die Durchlässe der Laufgänge. Die Obergaden schmücken reiches Maßwerk aus großen Dreipässen, die drei kleinere und einen ganz kleinen Dreipass enthalten. Diese Gruppe steht auf drei Bogenständen, die die Unterteilung der Triforien übernehmen.
Im ersten Chorjoch ist in der nördlichen Arkade die Orgel untergebracht. In diesem Joch sind beidseitig in der Außenwand des Umgangs je ein großes doppelflügeliges Seitenportal ausgespart, das mit gotischer Skulptur dekoriert ist.

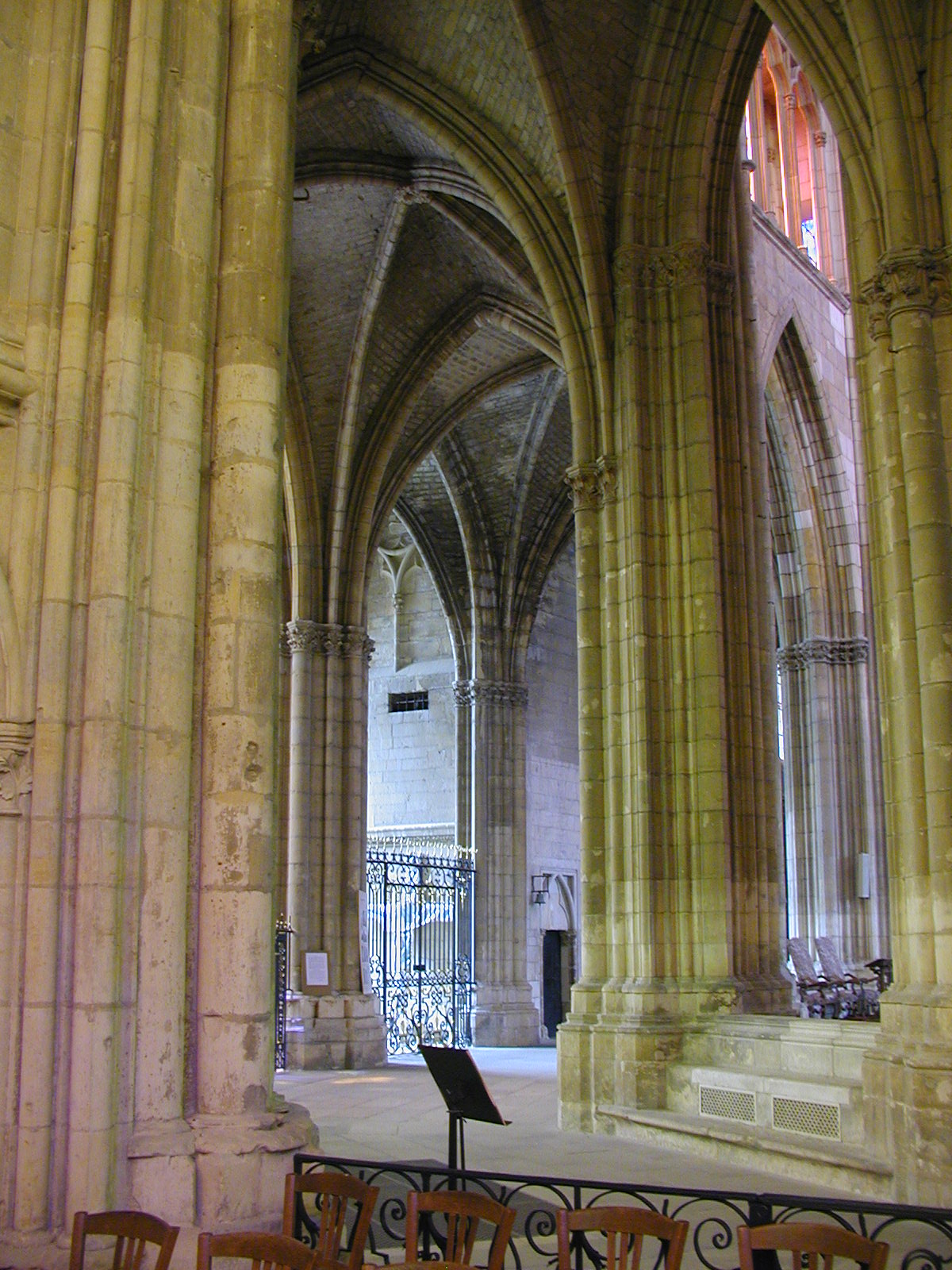
Umgang um Chorapsis

Den frei stehenden Bündelpfeilern gegenüber befinden sich auf der Gegenseite des Umgang Bündelpfeiler etwas geringerer Dimension, im Bereich der Chorapsis stehen sie in radialer Anordnung gegenüber. Die sich gegenüber stehenden Bündelpfeiler werden von Gurtbögen aus gebündelten Rundstäben und anderen Profilen untereinander verbunden. Die rechteckigen und trapezförmigen Felder des Umgangs werden von Kreuzrippengewölben überdeckt, deren Querschnitte denen der Gurtbögen ähneln. Sie treffen sich in bereits bekannten runden Schlusssteinen. Rippen und Gurtbögen stehen auf Kapitellkränzen in Höhe derjenigen des Chors in den Jochen 1 bis 4.
Die sechs Bündelpfeiler gegenüber denen der Chorapsis bilden zusammen mit ihren Spitzbögen Arkaden, die sich in fünf Radialkapellen öffnen. Die mittleren drei Kranzkapellen haben Grundrisse, die sich jeweils aus einem schmalen Rechteck und einem Halbkreis zusammensetzen. Sie werden überdeckt von Kreuzrippengewölben, die wie eine kleine Ausgabe der Chorapsis wirken. In den Apsidiolen der Kranzkapellen öffnen sich je fünf schlanke spitzbogige Fenster mit kunstvollem Maßwerk und farbiger Bleiverglasung. Ihre Brüstungen liegen etwa auf drei Metern Höhe und sind mit jeweils zwei Bogenständen aus Blendmaßwerk dekoriert. An die gerundeten Apsidiolen schließen auf beiden Seiten noch je eine Kapelle an mit polygonalem Grundriss und entsprechendem Kreuzrippengewölbe.
Der Boden des Chors liegt drei Stufen höher als die des Langhauses und des Umgangs. Zwischen den Arkaden des Chorraums verhindern steinerne Brüstungen den Durchgang vom Umgang in den Chor. Ihre Abstufungen bilden Sitzbänke.

#### Seitenkapellen
Bis auf das erste Joch des Langhauses, das erste Joch des Ostchors, dessen zweites und drittes südliche Joch und die Rundung des Chorumgangs sind in allen andern Jochen des Langhauses und Chors nachträglich Kapellen angebaut worden, überwiegend mit rechteckigen Grundrissen.
Im zweiten und dritten Joch des Chors ist auf der Südseite ein zweigeschossiger Trakt angeordnet. In dessen fast ganz geschlossenen Außenwänden sind gelegentlich kleine rechteckige Fenster ausgespart, die vergittert sind. Die Wand zum Seitenschiff ist bis auf eine einflügelige Tür ebenso geschlossen. Das lässt darauf schließen, dass dort der Kirchenschatz aufbewahrt wird.

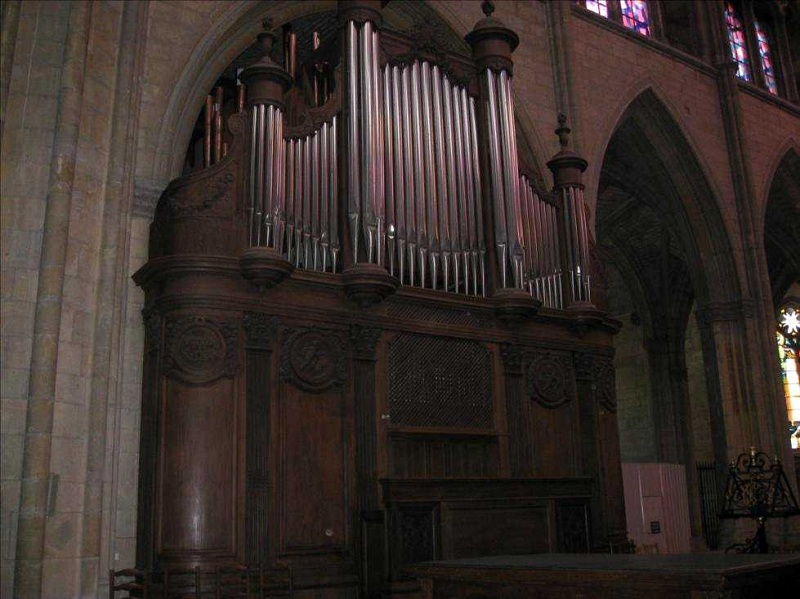
Blick auf die Orgel

In den Seitenschiffen öffnen sich in jede Kapelle eine große spitzbogige Arkade in ganzer Jochbreite, die noch aus den Bauabschnitten der Kirche stammen und bis dahin mit Glasfenstern verschlossen waren. Auf der Außenseite öffnen sich eher gedrungen wirkende spitzbogige Fenster in ganzer Jochbreite, mit einem aufwändigen Maßwerk im spätgotischen Flamboyant-Stil. Die Kapellen sind wieder mit Kreuzrippengewölben überdeckt. In einigen Kapellen findet sich Blendmaßwerk auf den Wänden und einige schöne Piscinen.
Im fünften Joch des Langhauses gibt es in beiden Kapellen je ein Spindeltreppenhaus, ein Aufstieg auf die Dächer zu deren Kontrolle und Wartung.

#### Orgel
Die Orgel wurde 1978 von dem Orgelbauer Georges Danion in einem neoklassischen Gehäuse errichtet. Das Instrument hat 43 Register auf drei Manualen und Pedal. Die Spieltrakturen sind mechanisch, die Registertrakturen sind elektrisch.
| I Positif C–g3   |       |
| Bourdon          | 8′    |
| Prestant         | 4′    |
| Flûte            | 4′    |
| Octave           | 2′    |
| Quarte de Nasard | 2′    |
| Larigot          | 1 ⁄3′ |
| Sesquialtera II  |       |
| Plein-jeu III    |       |
| Cromorne         | 8′    |

| II Grand Orgue C–g3  |        |
| Bourdon              | 16′    |
| Montre               | 8′     |
| Flûte à cheminée     | 8′     |
| Prestant             | 4′     |
| Grosse tierce        | 3 1⁄5′ |
| Doublette            | 2′     |
| Grosse Fourniture II |        |
| Fourniture III       |        |
| Cymbale III          |        |
| Cornet V             |        |
| Bombarde             | 16′    |
| Trompette            | 8′     |
| Clairon              | 4′     |

| III Récit expressif C–g3 |    |
| Dulciane                 | 8′ |
| Cor de Nuit              | 8′ |
| Voix-céleste             | 8′ |
| Principal                | 4′ |
| Flûte                    | 4′ |
| Flûte                    | 2′ |
| Cornet V                 |    |
| Carillon III             |    |
| Trompette                | 8′ |
| Hautbois                 | 8′ |
| Voix-humaine             | 8′ |

| Pédale C–g1 |     |
| Principal   | 16′ |
| Soubasse    | 16′ |
| Principal   | 8′  |
| Flûte       | 8′  |
| Principal   | 4′  |
| Flûte       | 4′  |
| Flûte       | 2′  |
| Bombarde    | 16′ |
| Trompette   | 8′  |
| Clairon     | 4′  |

- Koppeln: I/II, III/I, III/II, I/P, II/P, III/P

### Äußere Erscheinung

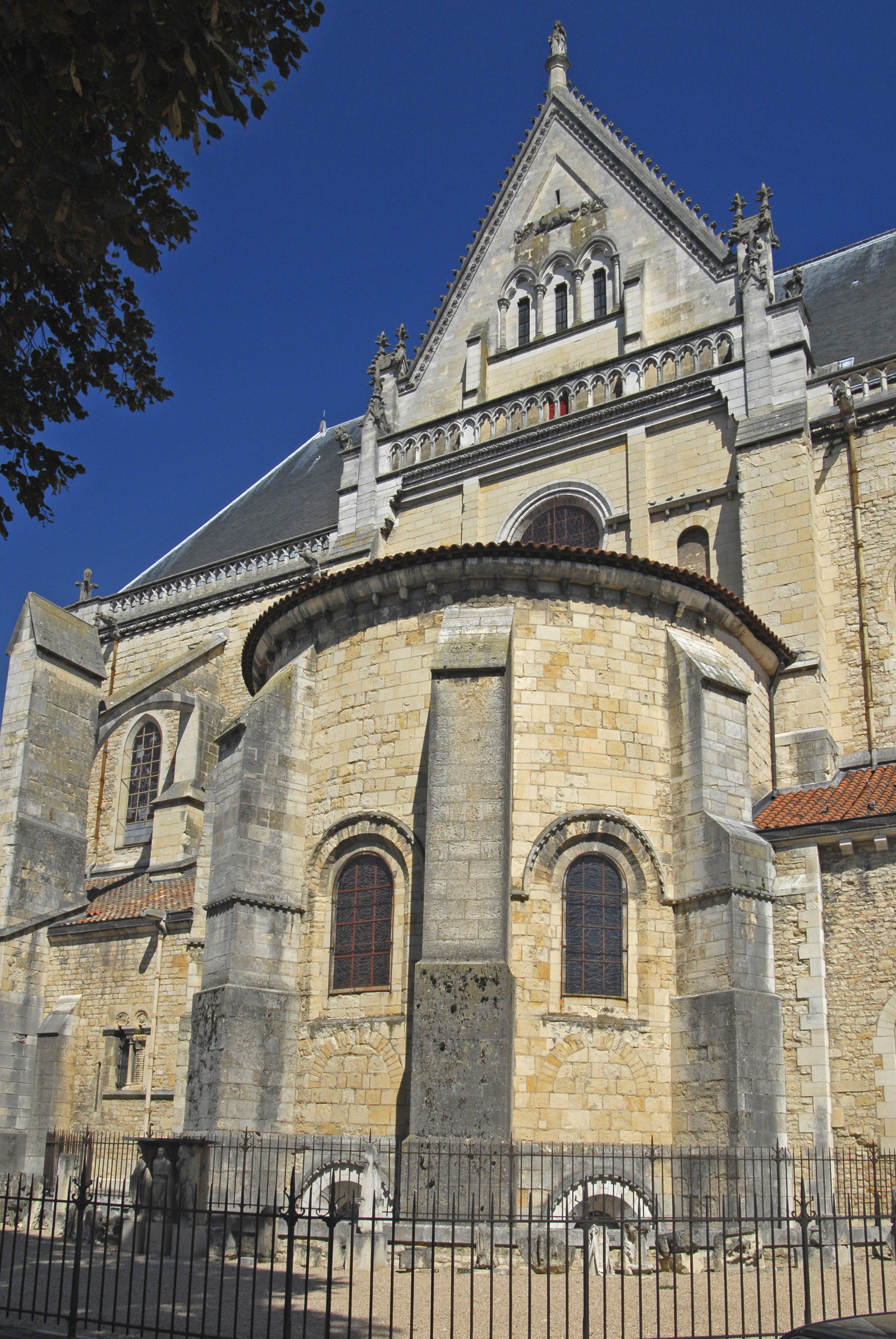
Westchor u. Querhaus von SW

#### Westchor mit Westquerhaus
Der Westchor zusammen mit dem Westquerhaus erheben sich vor dem Westende des Langhauses mit dem südlichen Glockenturm und dem nördlichen Stumpf des geplanten zweiten Turms, der aber über die Dächer der Kapellen kaum überragt.
Der Westchor besteht aus zwei seitlichen Ebenen und im Bereich der halbkreisförmigen Apsis aus drei gebogenen Wandabschnitten. Diese Wandabschnitte treten im Apsisbereich unterhalb eines knappen Sockelvorsprungs ein gutes Stück weiter hinunter bis in die Höhe der Bogenansätze der rundbogigen Fenster der Krypta. Die Keilsteinbögen werden von einem Kragprofil mit einem einfachen Rollenfries überfangen. Die Wandabschnitte werden untereinander von vier kräftigen Strebepfeilern getrennt, die verschiedene Rückversätze aufweisen und oberseitig von steilen Dachschrägen abgedeckt sind. Vor den Strebepfeilern verlaufen über die Wandabschnitte senkrechte Plattenstreifen, die oberseitig nach außen abgeschrägt sind. Sie bilden vor den Fenstern eine Art Lichtschächte, die bis zu den Fensterbrüstungen hinabreichen. Weiter oben, etwa in halber Wandhöhe, sind in den drei mittleren Wandabschnitten schlanke rundbogige Fenster ausgespart, die von Zwillingsarchivolten überdeckt sind, deren äußere Keilsteinbögen von einem Kragprofil mit einem einfachen Rollenfries umfasst sind. Dieses Kragprofil verläuft teilweise um die Strebepfeiler herum.

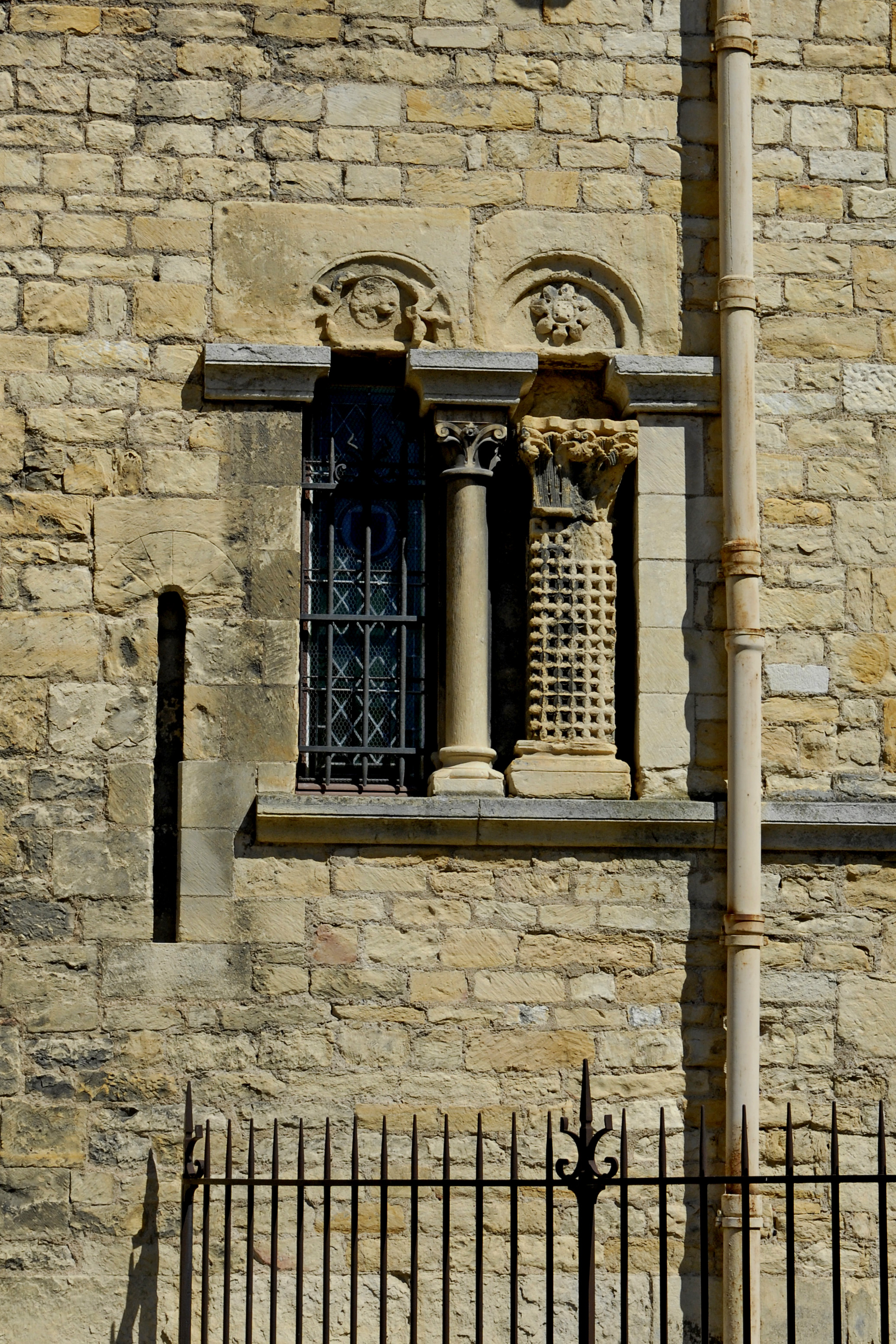
Fenster im Anbau neben Westchor u. Schießscharte

Der Westchor wird von einem halben Kegeldach mit etwa 45 Grad Neigung überdeckt, das mit roten Hohlziegeln im römischen Format, die auch Mönch-Nonnen-Ziegel genannt werden, eingedeckt. Die Traufziegel kragen noch etwas über das weit ausladenden sichtseitig gerundete Traufgesims aus, das von einer Reihe Kragsteine unterstützt wird.
Das Querhaus wird in seiner ganzen Ausdehnung von einem etwa 45 Grad geneigten Walmdach überdeckt, dessen First und Traufen ein kurzes Stück unter denen des Satteldachs des Mittelschiffs des gotischen Langhauses bleiben. Die Dacheindeckung besteht aus grauen Schieferschindeln auf Holzschalung. Dieses Dach mit ebensolcher Eindeckung und Neigung "durchstößt" das Dach des Querhauses und wird über seiner Westwand von einer Giebelwand abgeschlossen. Da es dieses Mittelschiff bei der Errichtung des romanischen Querhauses noch nicht gab, kann der "Durchstoß" der Dächer und die Errichtung Giebelwand erst mit der Erbauung des gotischen Langhauses veranlasst worden sein. Das gilt auch für die Gestaltung des Wandabschnitts unterhalb des Giebels bis zum Dach des Chors.
Die Traufen sind als Attiken ausgebildet aus einer offenen steinernen Balustrade mit einem auskragenden Deckprofi über einem Y-förmigen Maßwerk auf einem kräftigen profilierten Kragprofil, das von einem pflanzlich skulptierten Rundprofil und einer Reihe von Kragsteinen unterstützt wird. Hinter der Balustrade sammelt sich das Regenwasser in einer begehbaren Rinne, das über weit ausladenden skulptierten Wasserspeiern nach außen abgeleitet wird. Über den Gebäudekanten stehen auf massiven Pfeilern gotische Kreuzblumen.
Beidseitig des Chors sind vor den westlichen Querhausarmen Räumlichkeiten angebaut, deren Pultdachfirste bis etwa in halbe Wandhöhe hinaufreichen. Die Dacheindeckung besteht wieder aus roten Hohlziegeln in etwa gleicher Neigung. Die Traufen sind ähnlich denen des Chors ausgebildet. Das Regenwasser wird aber über Hängedachrinnen und Fallrohren aus Metall kontrolliert abgeleitet.

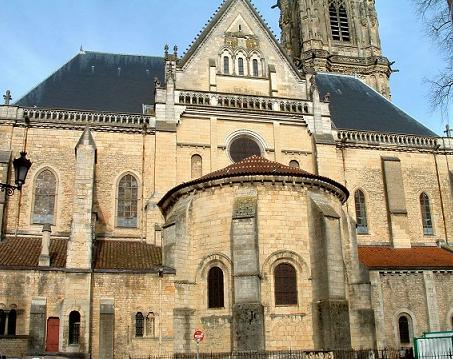
Westchor und Querhaus

In der Mitte der Westwand der Querhausarme ragt aus den Pultdächern je ein Strebepfeiler heraus, der nach einer einmaligen dreiseitigen Rückstufung mit abgeschrägten Oberseiten nicht mehr weit unter der Traufe endet. Beim nördlichen Querhausarm steht dem Strebepfeiler ein weiterer kräftiger Strebepfeiler gegenüber, der auf der Wand des vorgelagerten Raums hervortritt und über der Traufe als freistehenden Pfeiler weitergeführt wird, dessen satteldachartige Abdeckung nicht ganz so hoch reicht, wie der Pfeiler am Querhaus. Von dort aus ist zum freistehenden Pfeiler hin ein deutlich schlankerer Strebebogen gespannt, dessen oberseitig auskragende Abdeckung auswärts stark abgeschrägt ist. Beidseitig neben dem vorgenannten Strebepfeiler wurde wohl nachträglich noch je ein zusätzlicher Strebepfeiler vorgemauert mit deutlich geringerer Dimension, der ein gutes Stück unter der Traufe endet. Dem Strebepfeiler im südlichen Querhausarm steht ein weiterer auf der Wand des vorgelagerten Raums, der aber nur bis knapp unter die Traufe reicht. Die Gebäudeecken sind beidseitig mit relativ flachen Strebepfeilern verstärkt.
In den Westwänden des Querhauses sind etwa mittig zwischen den Strebepfeilern gotische Spitzbogenfenster nachträglich ausgespart worden, deren abgeschrägte Brüstung nicht weit über dem Pultdachfirst liegt. Die innen sichtbaren aber zugemauerten romanischen Fenster werden heute von den Pultdächern der vorgelagerten Räume abgedeckt. In den Westwänden der im Süden vorgelagerten Räume sind deutlich kleinere schlanke rundbogige Fenster ausgespart, etwa mittig zwischen den Pfeilern, im nördlichen sind es zwei Fenster aus Zwillingsarkaden mit kleinen Bogensteinen auf einem mittleren Säulchen. In einem steht ein kleiner vermutlich hier wiederverwendeter Pfeiler mit einer interessanten Struktur. Gleich neben dem Fenster befindet sich eine Schießscharte, offensichtlich ein Überbleibsel von Wehreinrichtungen. In dieser Wand kommt noch zusätzlich ein drittes aber rundbogiges Fenster hinzu, und zwar innerhalb des breiten Strebepfeilers. In diesem Raum findet sich noch ein Fenster in der Nordwand. In den vorgenannten Westwänden gibt es keine Fenster in Bodennähe, wie beim Westchor, was auf eine fehlende Unterkellerung dieser Räume hindeutet. In den Kopfwänden des Querhauses im Süden und Norden ist je eine Dreiergruppe spitzbogiger Fenster ausgespart, von denen das mittlere und größere, so dimensioniert ist und so hoch angeordnet ist, wie die Fenster in der Westwand. Die äußeren deutlich kleineren Fenster liegen mit ihrer Brüstung auf derselben Höhe, wie die übrigen. In der Südwand findet sich am östlichen Ende ein rechteckiges Portal, das mit gotischen Motiven dekoriert ist. Kurz über ihm ist ein gleich breites gedrungenes spitzbogiges Fenster ausgespart. Im nördlichen Giebel gibt es ein zusätzliches kleines Fenster unter dem westlichen kleinen und den Anbau der kleinen Kapelle mit zwei Fenstern.
Die Giebelwand über dem Westchor weist an den Seiten noch die Strebepfeiler des älteren Querhauses auf, die in Traufhöhe mit einer nach außen steil abgeschrägten Abdeckung enden. Darüber entwickeln sich abgestufte Pfeilerverbreiterungen die eine Art Balkon in ganzer Giebelbreite tragen, der von treppenartigen Abstufungen unterstützt wird. Zwischen einer Balustrade in Art derjenigen über den Traufen und der hoch ragenden Giebelwand ist eine begehbare Bodenfläche entstanden, die über eine Tür in der Mitte erreicht werden kann. Kurz vor den Balkonenden ragen aus der Balustrade Pfeiler mit gotischen Fialen auf, die nach unten in schmale Pfeilervorlagen übergehen, und dort bis auf die Strebpfeiler reichen. Die Ortgänge des Giebels verlaufen parallel zur dahinter befindlichen Dachfläche und überragt diese geringfügig. Ihre Sichtkanten sind mehrfach profiliert und ihre Oberseiten mit eng gestellten Krabben dekoriert. Die Schrägen der Ortgänge gehen kurz vor den Giebelwandseiten in die Waagerechte über und werden von rechteckigen Pfeilern abgeschlossen, die von Satteldächern mit doppelten Fialen bekrönt sind. Im oberen Bereich des Giebeldreiecks ist ein gleichseitiges Dreieck durch Profile umschlossen und enthält eine schlitzartige Öffnung. Kurz darunter ist eine Dreiergruppe von sehr schlanken Fenstern ausgespart, die in einer gemeinsamen Nische auf einer Brüstung stehen und von schlanken Säulchen getrennt und seitlich begrenzt wird. Sie werden überdeckt von Archivoltenbögen aus Rundstäben, die auf skulptierten Kapitellen stehen. Beidseitig der Dreiergruppe ragen schmale kaum ausladende Strebepfeiler auf, sind einmal abgestuft und enden in Höhe der Bogenansätze der Fenster mit abgeschrägten Oberseiten. Sie werden unterhalb des Balkons bis auf das Dach des Chors hinuntergeführt und teilen den Wandabschnitt in drei Teile. Im mittleren Abschnitt ist ein großer Okulus ausgespart. Seine obere Hälfte wird von mehrfachen Rundstäben überfangen, die beidseitig auf einem weit ausladenden abgerundeten Kragprofil stehen, welches bis gegen die äußeren Strebepfeiler geführt wird, das oberseitig mit Krabben dekoriert ist und von Kragsteinen unterstützt wird.

#### Langhaus und seine Kapellen

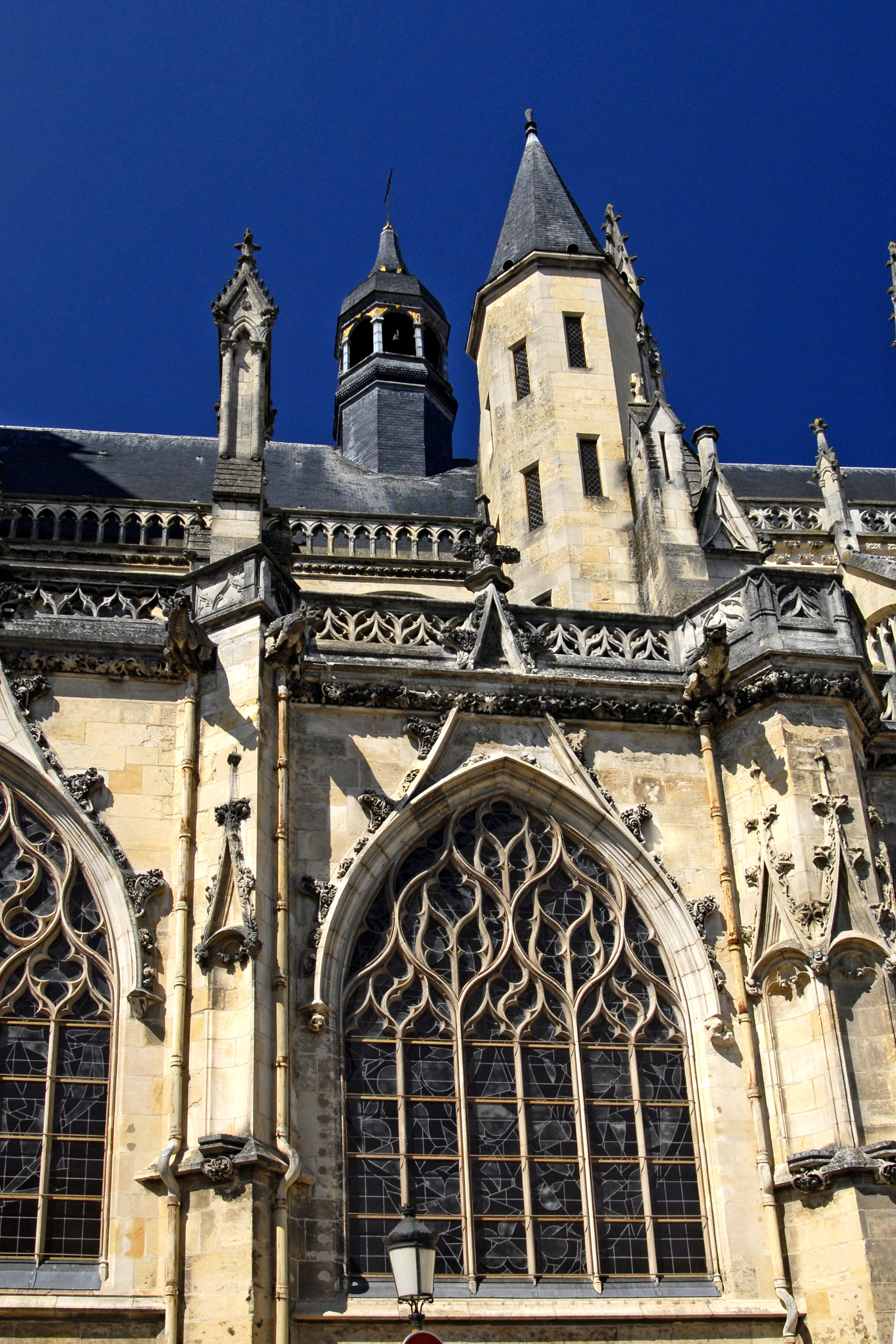
Kapelle Langhaussüdseite

Das Langhaus reicht vom Westquerhaus bis hinter sein fünftes Joch. Sein First steht in Verlängerung und auf Höhe des Firstes über der Vierung und gleichzeitig in der Achse des Westchors. Der Übergang des Satteldachs zu dem des Ostchors ohne Zäsur wird markiert durch einen hölzernen sechseckigen schieferbekleideten Dachreiter, mit einem allseits offenen Glockengeschoss. Sein Dach besteht aus einer sechseckigen Kuppel, die von einer hohen Spitze bekrönt wird.
Die Traufen des Mittelschiffs liegen ein gutes Stück über denjenigen des Querhauses und sind ebenso mit einer Balustrade versehen, die zwischen den Jochen von Pfeilern unterbrochen werden, die mit Fialen gekrönt sind. Die Pfeiler sind mit ihren Auflasten Bestandteil der Strebewerke des Mittelschiffs.
Die etwas gedrungenen rundbogig erscheinenden Obergadenfenster reichen mit ihren Scheiteln knapp unter das Traufgesims. Ihr gotisches Maßwerk teilt sie in zwei Bogenstellungen. Die Seitenschiffe sind im Bereich der geschlossenen Triforien mit Pultdächern überdeckt, deren Scheitel knapp unter den Fensterbrüstungen verlaufen. Die Pultdächer der nachträglich angeschlossenen Kapellen verlängern diejenigen der Seitenschiffe. Die Trennwände der Kapellen oder Teile von ihnen sind möglicherweise entweder bereits als untere Strebepfeiler der Strebewerke der gotischen Schiffe entstanden, oder sie sind mit der Erbauung der Kapellen hochgezogen worden, wobei vorhandene Strebewerke verlängert worden sind.
Die Strebewerke markieren die Jochtrennungen. Sie bestehen aus den vorgenannten Pfeilern über den Mittelschifftraufen, einem unteren Strebepfeiler, heute sind es die Kapellentrennwände, die über den Dächern mit Pfeilern, Fialen und Kreuzblumen belastet und dekoriert sind. Zwischen den oberen Traufen und den unteren Strebepfeilern spannen sich über den Seitenschiffen auswärts in Neigung des Mittelschiffdachs abgeschrägte Strebebögen, die die Schubkräfte des Mittelschiffgewölbes in die Strebepfeiler übertragen. Die Außenwände der Kapellen zeigen die Jochteilungen der Trennwände als im Querschnitt dreieckige Pfeilervorlagen. Bei den Portalen verbreitern sich diese Vorlagen mit dem Querschnitt halber Sechsecke. Auf diesen Pfeilervorlagen finden sich schlanke nach innen gerundete Nischen die von spitzen Dächern bekrönt sind und kunstvoll dekoriert sind. In diesen Nischen befanden sich früher Standbilder.

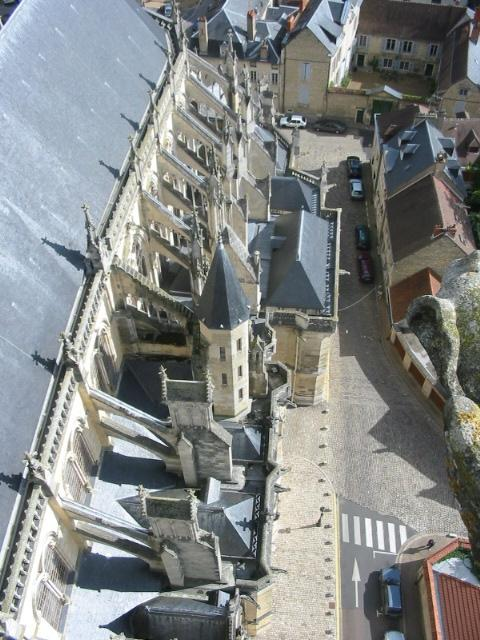
Südseite, Strebewerke

Die Traufen sind wieder ähnlich denen des Mittelschiffs aufgebaut mit begehbarer innerer Regenrinne und steinernen Balustraden mit einem Maßwerk im Flamboyant-Stil, die sich über die Pfeilervorlagen hinweg winden. Die vorhandenen Wasserspeier sind nicht mehr in Funktion. Statt ihrer hat man sie in Wandnähe von unten geöffnet, um darin Regenfallrohre anzuschließen und das Wasser kontrolliert abzuleiten.
In den Außenwänden der meisten Kapellen sind spitzbogige Fenster ausgespart die fast die ganze Jochbreite einnehmen und mit ihren Scheitel ein kurzes Stück unter den Traufgesimsen bleiben. Die unterschiedlichen Höhen ihrer Brüstungen lassen die Fenster teils schlank aber auch gedrungen wirken. Ihre Bogengewände sind eng profiliert und werden beidseitig von einem Kragprofil umschlossen, das sich im oberen Drittel aufgespreizt und dann leicht nach innen gebogen aufwärts steigt, um sich dann knapp über der Balustrade mit dem Gegenüber zu treffen. Diese Profile durchstoßen das äußere Profil des Traufgesimses. Die Profiloberseiten von den Bogenansätzen bis in die Spitze sind mit Krabben geschmückt. Die Spitze wird von einer größeren Kreuzblume bekrönt. Die Bogenfelder der Fenster sind überwiegend mit Maßwerk im aufwändigen Flamboyant-Stil dekoriert.
Die beiden achteckigen Treppenhäuser der Spindeltreppen im fünften Joch des Langhauses ragen noch relativ weit über die Dachflächen der Kapellen hinaus und werden von achteckigen Pyramidendächern bekrönt. Auf der Nordseite ist die Kapelle im vierten Joch mit einem quer stehenden Satteldach überdeckt das von einer Giebelwand abgeschlossen wird, mit einem höheren Fenster.

#### Ostchor mit Umgang und Kapellen

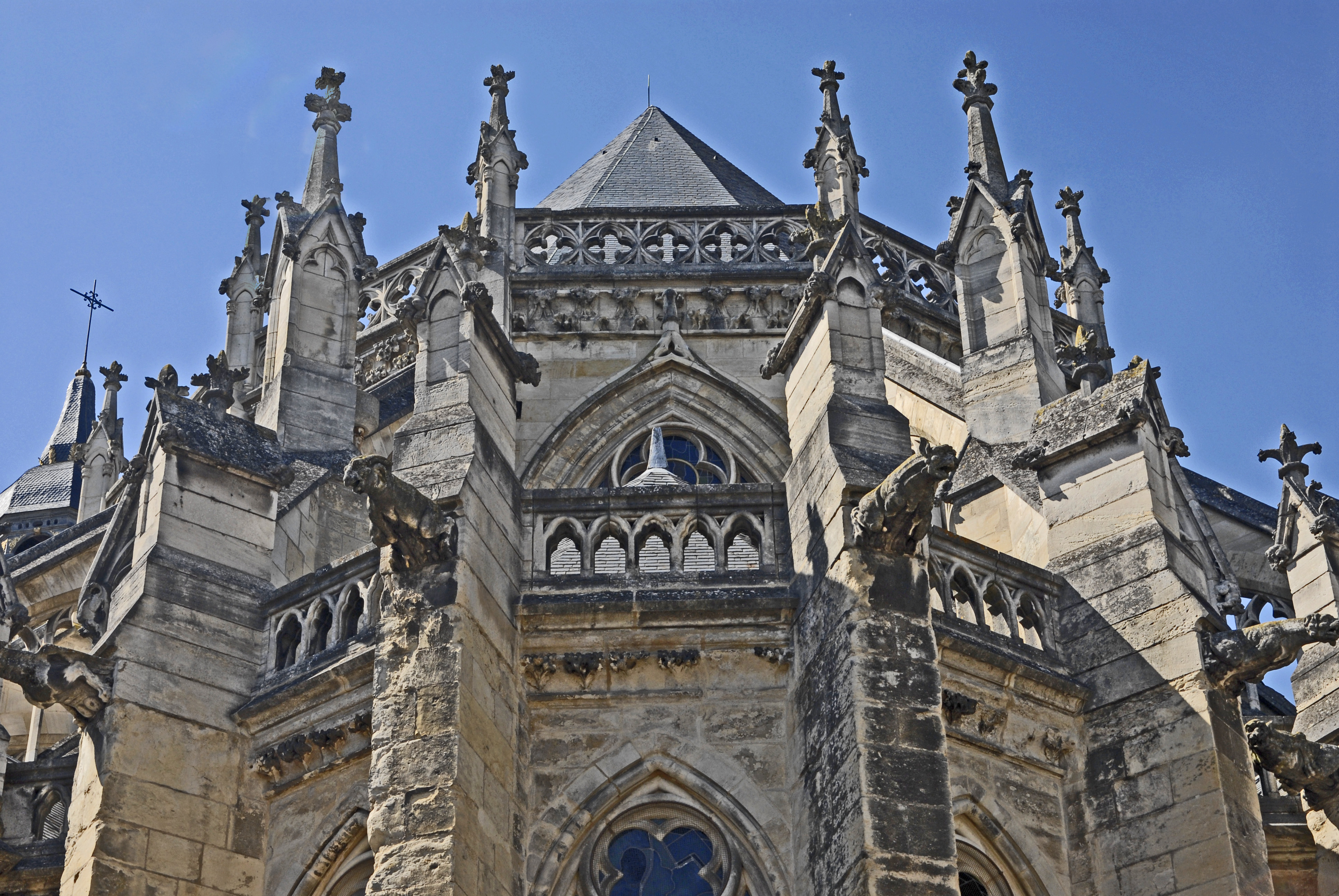
Ostchor, Strebewerk über Kapellenkranz

Die Traufen des Ostchors liegen ein Stück über denen des Langhausmittelschiffs und sind ähnlich diesen ausgebildet. Das Maßwerk der Balustrade zeigt Flamboyant-Motive.
Im ersten, deutlich breiteren Joch des Chors gibt es keine Kapellen. Stattdessen sind hier die Hauptportale der Kathedrale angeordnet. Es sind beide Zwillingsportale mit flachen Korbbögen, die von schlanken Pilastern getrennt sind und bis zu den Umgängen zurücktreten. Vor dem Südportal ist ein Vorraum in halber Kapellentiefe durch eine offene mehrfach profilierte Arkade abgeteilt. Im spitzen Bogenfeld ist ein Fenster eingelassen. Das Nordportal besitzt ein geschlossenes glattes Bogenfeld. Vor ihm spreizen sich die tiefen Gewände des Portals auf, die von mehrfach abgestuften Archivoltenbögen überdeckt sind.

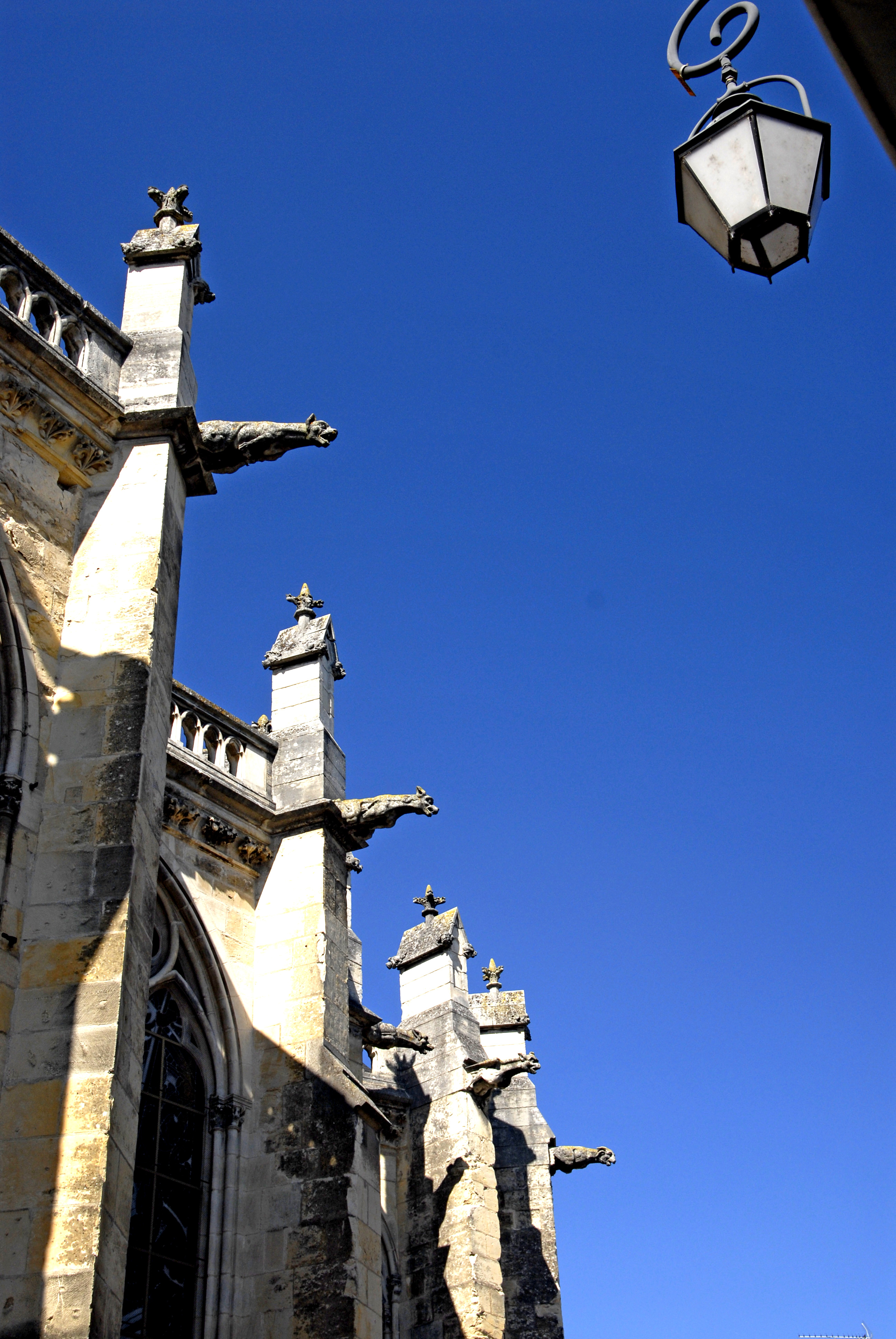
Strebepfeiler Kranzkapellen

Die Obergadenfenster sind ähnlich denen im Langhaus gestaltet. Abgesehen von den breiteren im ersten Joch sind alle anderen Fenster deutlich schlanker. Anders sind auch die verglasten Triforien, die für den Betrachter hinter den teils nach innen abgesenkten Dächern nicht mehr einsehbar sind.

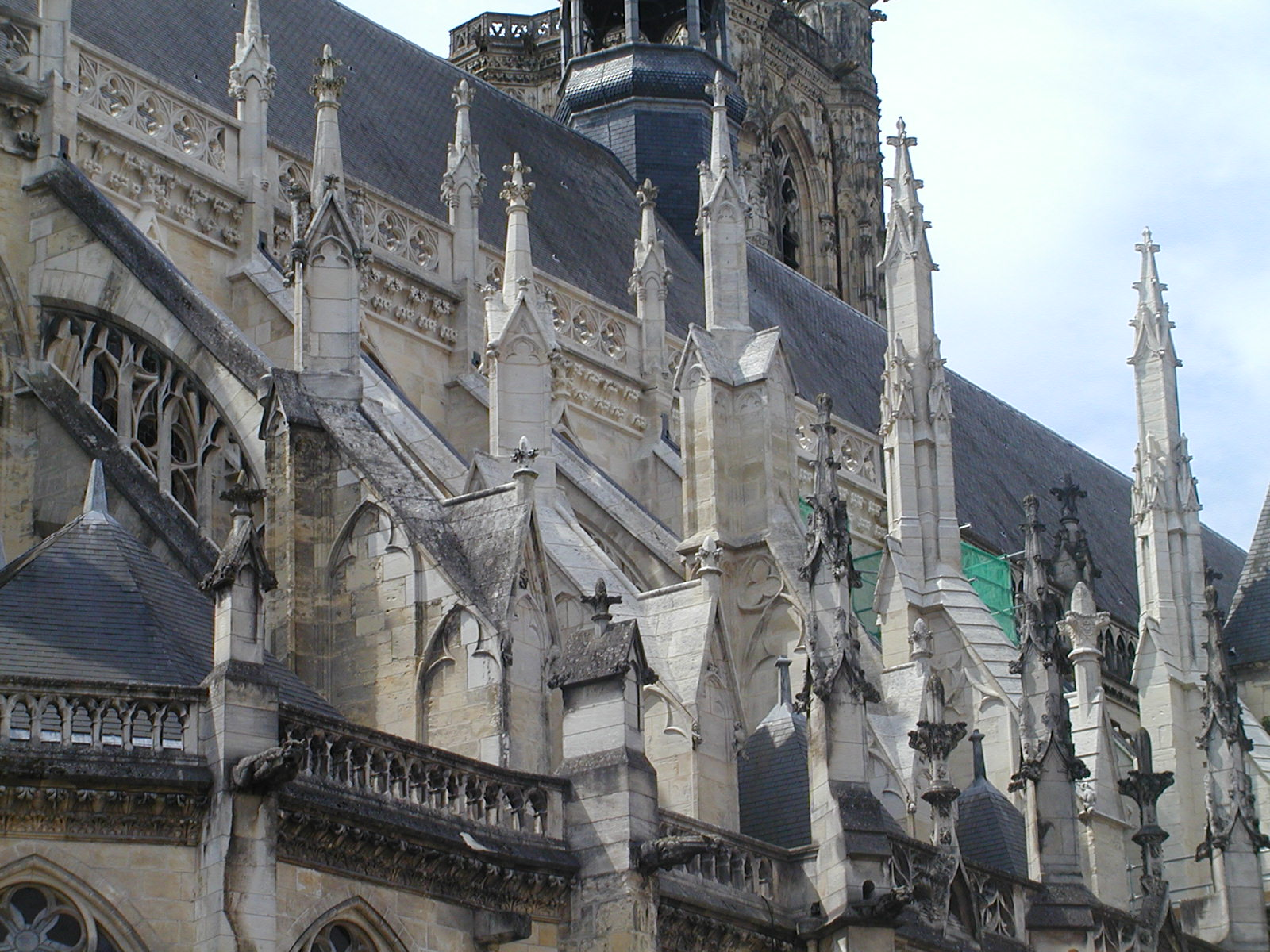
Strebewerke Ostchor, Nordseite

Die Strebewerke vor den Seiten- und Apsiswänden des Chors sind ähnlich denen des Langhauses konstruiert. Um den im Grundriss halbkreisförmigen Chorumgang gruppieren sich in der Mitte drei Kranzkapellen mit Grundrissen auf halben Zehnecken, an die sich kurze Rechtecke anschließen, die von Dächern in Form halber zehneckiger Pyramiden an die sich kurze Satteldächer anschließen überdeckt werden. Sie werden von Kapellen auf polygonalen Grundrissen flankiert. Die Fenster der Umgangskapellen sind schlank und spitzbogig und mit gotischem Maßwerk geschmückt.
Alle Wandabschnitte der Kranzkapellen werden von im Querschnitt rechteckigen Strebepfeilern getrennt, die in der Höhe mehrfach abgestuft sind. Die Fenster der Kranzkapellen stehen alle auf einem Kragprofil, das um den ganzen Kapellenkranz mit ihren Strebepfeilern in gleicher Höhe herumgeführt wird.
Im zweiten und dritten Joch des Chors ist auf der Südseite ein zweigeschossiger Trakt angeordnet. In dessen fast ganz geschlossenen Außenwänden sind gelegentlich kleine rechteckige Fenster ausgespart, die vergittert sind. Vermutlich handelt es sich dabei um Räumlichkeiten, in denen der Kirchenschatz untergebracht ist.

#### Glockenturm

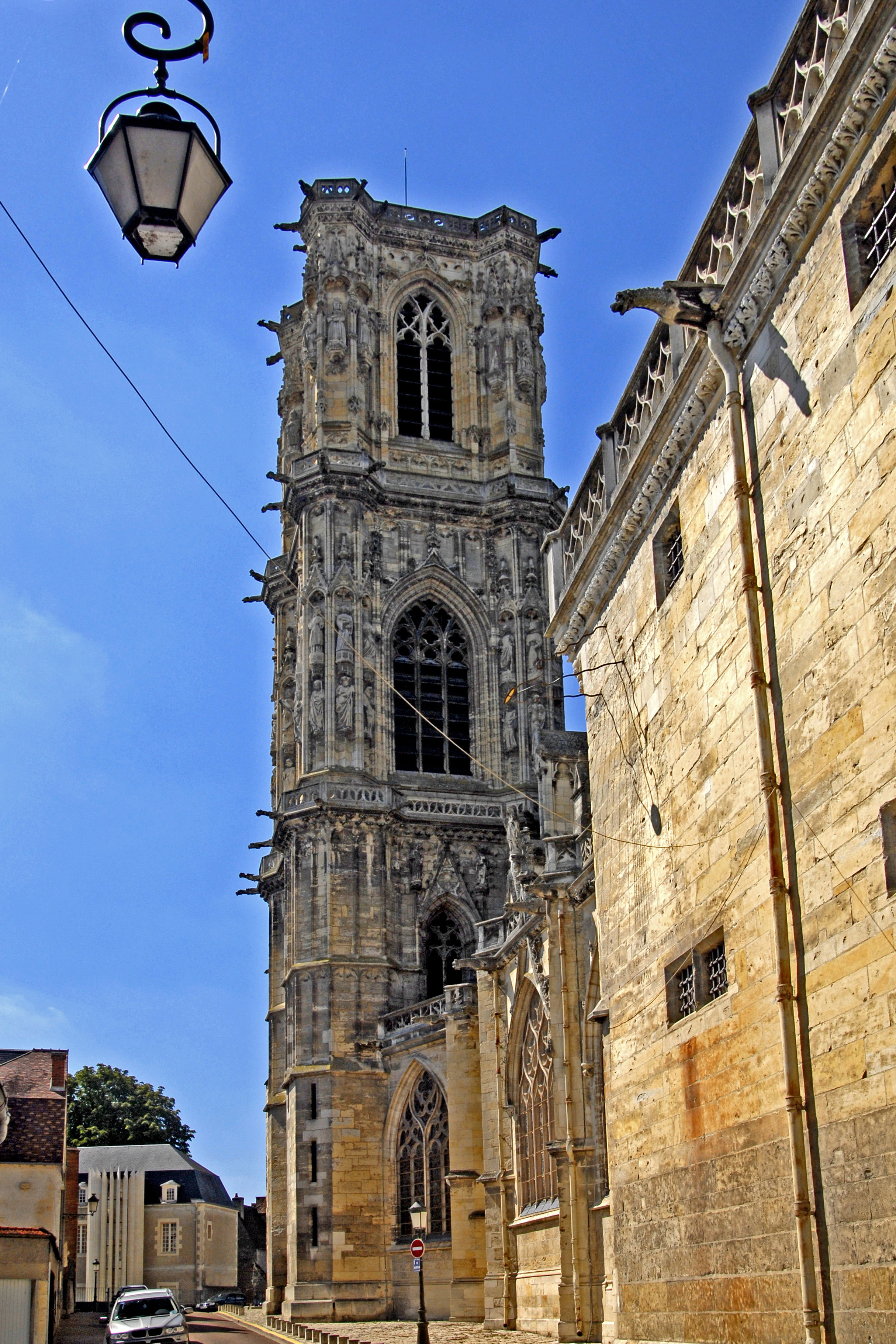
Glockenturm, Ostseite

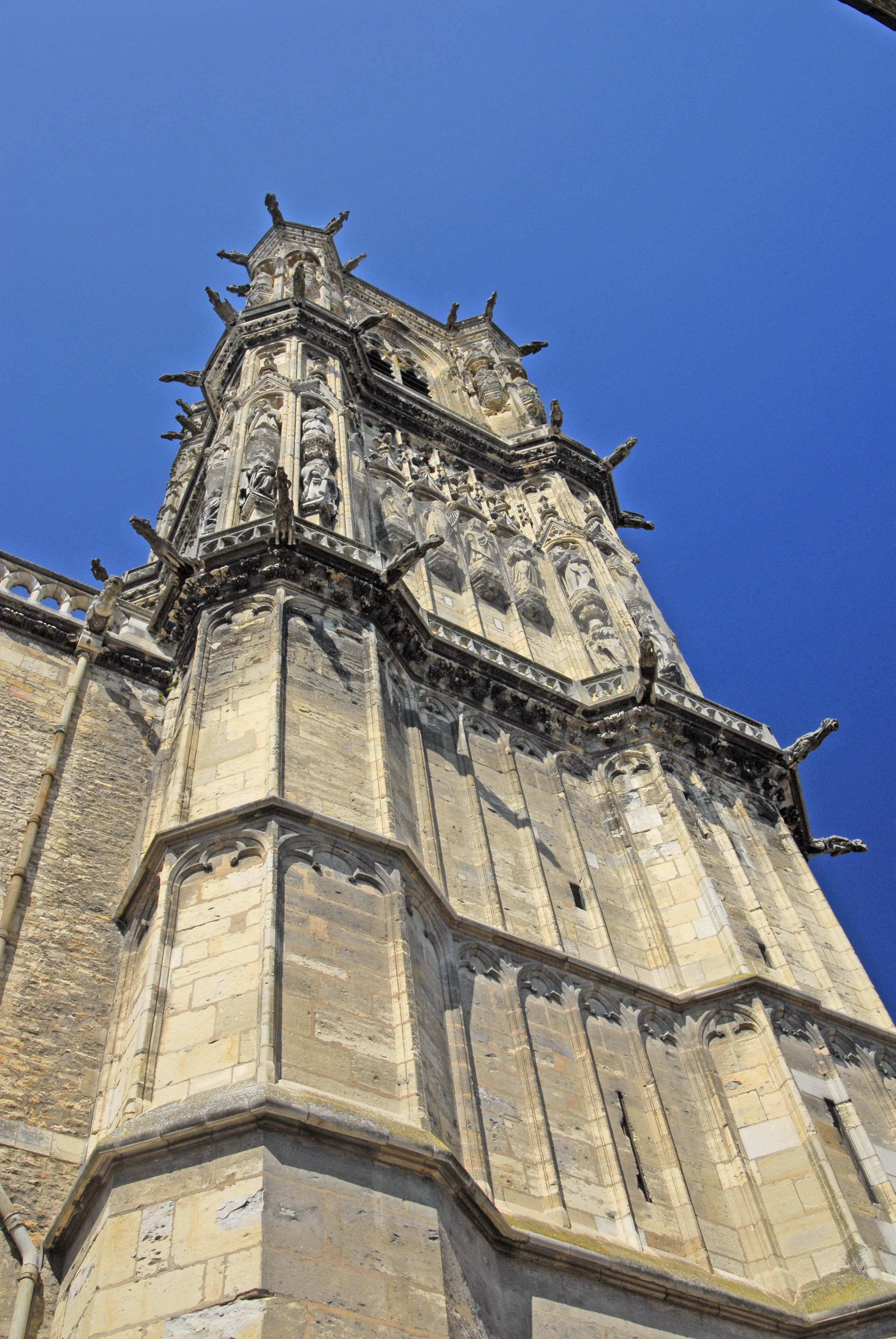
Glockenturm, Südseite

Der einzige Glockenturm steht auf der Südseite des Langhauses im ersten Joch anstelle einer Kapelle. Sein fast quadratischer Grundriss weist im Erdgeschoss kräftige Wände mit Verstärkungen an den Kanten auf.
Der Turm ist in drei Geschosse mit nahezu gleichen Umrissen unterteilt. Das Erdgeschoss reicht bis etwa in die Höhe der Mittelschifftraufen des Langhauses. Die beiden folgenden sind etwas höher als die halbe Höhe des Erdgeschosses. Die Nordseite des Erdgeschosses ist durch das Mittelschiff gänzlich verdeckt. Die Ostseite wird teilweise von der anschließenden Kapelle bedeckt.
Die Kanten des quadratischen Umrisses werden erweitert durch im Grundriss achteckige vermutlich hohle Pfeiler. Der südöstliche enthält über die ganze Höhe eine Spindeltreppe, mit schlitzartigen Fenstern im Erdgeschoss, über die man in die Glockenstube und auf das begehbare Turmdach gelangt. Im zweiten Obergeschoss sind allseitig mittelgroße spitzbogige Fenster ausgespart. An den Klanglamellen erkennt man, dass diese Öffnungen Klangarkaden der Glockenstube sind. Im mittleren Geschoss ist wahrscheinlich nur auf der Ostseite ein deutlich breiteres spitzbogiges Fenster ausgespart mit Klanglamellen, also auch zu einer Glockenstube. Die Südseite und wahrscheinlich auch die West- und Nordseite, die letzten beiden sehr nahe dem Satteldach des Querhauses und des Mittelschiffs, sind verschlossen. Das Erdgeschoss besitzt lediglich auf der Ostseite eine spitzbogige Fensteröffnung, vermutlich auch eine Tür zur Dachfläche.
Die Geschosse werden oberseitig abgeschlossen durch kräftige mehrfach abgestufte und profilierte Kragkonsolen, die auch um die Eckpfeiler herumgeführt sind. Zusammen mit steinernen Balustraden mit kunstvollem Maßwerk sind rundherum Laufgänge entstanden. An den Außenecken der Kragkonsolen kragen weit ausladende steinerne Wasserspeier aus.
Auf den freien Seiten der Achteckpfeiler sind über die ganze Geschosshöhe schlanke gekehlte Nischen eingelassen, die von leicht angespitzten Kalotten überdeckt sind die wiederum von steilen Dreiecksgiebeln mit spitzen Fialen bekrönt sind. Auf Kragkonsolsteinen stehen einzelne menschliche Figuren deren Bedeutung den Gläubigen der Erbauungszeit sicher bekannt war. Im zweiten Obergeschoss gibt es nur eine einzige Reihe Figuren am oberen Ende der Nischen. Im ersten Obergeschoss sind die Figuren in zwei Reihen übereinander aufgestellt. Auf der geschlossenen Südwand im ersten Obergeschoss steht eine Figurenreihe in mittlerer Höhe in ebensolchen Nischen. Einige der Nischen auf allen Seiten sind leer. Von den vorgenannten Dekorationen frei gebliebenen Wandbereiche, etwa die in Fensterzwickeln sind im Stil der Renaissance reichlich geschmückt, die hier sehr an die Gotik erinnert.
Auf der Südwestecke des Turms ist der Pfeiler etwas höher geführt. Am gegenüber liegenden Nordende des ersten Jochs seht der Stumpf des zweiten hier geplanten Turms mit deutlich geringeren Wanddimensionen. Er bleibt in der Höhe unterhalb des Kapellen- und Seitenschiffdächer. In den Zeiten der Religionskriege ist der Weiterbau dieses Turms eingestellt worden.